# スリランカ

スリランカ民主社会主義共和国
ශ්‍රී ලංකා ප්‍රජාතාන්ත්‍රික සමාජවාදී ජනරජය（シンハラ語）
இலங்கை சனநாயக சோசலிசக் குடியரசு（タミル語）
Democratic Socialist Republic of Sri Lanka（英語）

国の標語：なし
国歌：ශ්‍රී ලංකා මාතා（シンハラ語）
ஸ்ரீ லங்கா தாயே（タミル語）
母なるスリランカ

1. 
2. 

スリランカ民主社会主義共和国（スリランカみんしゅしゃかいしゅぎきょうわこく）、通称スリランカは、南アジアのインド亜大陸の南東にポーク海峡を隔てて位置する共和制国家。旧国称はセイロンで、現在もこの国が占める主たる島をセイロン島と呼ぶ。最大都市はコロンボで、首都はコロンボ郊外に位置するスリ・ジャヤワルダナプラ・コッテ。人口は約2,167万人（2018年）である。
1948年2月4日にイギリスから自治領（英連邦王国）のセイロンとして独立。1972年にはスリランカ共和国に改称し、英連邦内の共和国となり、1978年から現在の国名となった。
国語はシンハラ語とタミル語で、国民の3/4がシンハラ人で構成される。また、国民の7割が仏教徒（上座部仏教）である。国の花はスイレンの花、国の宝石はブルーサファイア、国技はバレーボール。

## 国名
正式名称はシンハラ語で ශ්‍රී ලංකා ප්‍රජාතාන්ත්‍රික සමාජවාදී ජනරජය (Sri Lankā Prajathanthrika Samajavadi Janarajaya)、通称 ශ්‍රී ලංකා（Sri Lankā、スリ・ランカー）。タミル語で இலங்கை சனநாயக சோஷலிசக் குடியரசு (Ilangai Jananayaka Socialisa Kudiarasu)、通称 இலங்கை（Ilangai、イランガイ）。
公式の英語表記は Democratic Socialist Republic of Sri Lanka。通称 Sri Lanka。
日本語の表記はスリランカ民主社会主義共和国。通称はスリランカ。漢語表記では、かつての国名「セイロン」を錫蘭とも書き、略語は「錫」である。仏典では、人口の多数を占めるシンハラ人にちなんで、島名を『シンハ・ドヴィーパ（ライオン=獅子の島）』といったことから、「獅子国」とも記されている。『ラーマーヤナ』に登場するラークシャサ（羅刹）の王のラーヴァナが住まいするランカー島は、現在のスリランカを意味するという説が有力とされてきたが、定説ではない。
シンハラ語で、スリ (ශ්‍රී, Sri) は「聖なる」という意味の接頭辞であり「光り輝く」「高貴な」といった意味合いを含む。ランカ (ලංකා) は古くからこの島を示す固有名詞であり、正確な語源は判明していない。一説には「美しいこと」を意味する単語アランカーワと同根とも言われる。

## 歴史
- 紀元前5世紀: 紀元前483年にシンハラ人の祖とされるヴィジャヤ王子がスリランカに上陸し、アヌラーダプラ王国を作ったとされる。王都はアヌラーダプラに置かれた。
- 紀元前3世紀: アショーカ王の王子マヒンダが仏教を伝えたとされ、これ以後、上座部仏教（テーラワーダ仏教）を主体として仏教が興隆し、その中心地となって、シンハラ人の多くは現在までその信仰を守ってきた。
- 紀元前2世紀以降: 南インドからタミル人を主体とする断続的な移住者があり、現在のスリランカ・タミル人の原型を形成したと考えられる。
- 5世紀: 409年、中国、東晋の僧である法顕が来島、2年ほど過ごし『仏国記』に記録を残す。477年、アヌラーダプラで父を殺した王子がシーギリアロックの岩山の頂に宮殿を築いて遷都してカッサパ1世となるも、数十年で王都を元に戻す。
- 11世紀: 1017年、南インドのチョーラ朝の侵入により王都を放棄した。
- 11世紀: 王国はアヌラーダプラの南東90キロのポロンナルワに移動し、1070年にチョーラ朝の勢力は撃退され、繁栄の時代を迎えた。ポロンナルワが王都となる（1070年 - 1255年、1287年 - 1293年）。
- 13世紀: 南インドでの動乱に伴い、チョーラ朝のタミル人の侵入が激しくなった。王都は北部から中部・南部に移動し、ダンバデニヤやヤーパフワを経て、コーッテでやや安定する。マルコ・ポーロが来島し、『東方見聞録』に記録を残す。
- 14世紀: イブン・バットゥータが来島し、『三大陸周遊記』に記録を残す。
- 15世紀: 鄭和が1410年に来島し、形式上では明の朝貢国となった。中央部にキャンディ王国（1469年 - 1815年）が成立し、キャンディを王都とした。低地にはコーッテ王国（1371年 - 1597年）、北部にはジャフナ王国（14世紀 - 1620年）があった。
- 16世紀: 1505年にポルトガル人がコロンボに商館を建設し植民地化（ポルトガル領セイロン、1505年 - 1658年）[5]。植民都市ゴールも建設される。
- 17世紀: 1658年にオランダ人が来航。ポルトガルに代わりオランダが植民地化（オランダ領セイロン、1658年 - 1796年）。
- 18世紀: イギリスの東インド会社がコロンボを占拠し植民地化を始める（イギリス領セイロン、1796年 - 1948年）。
- 1802年: イギリス本国の直轄植民地 (crown land) になり、アミアン講和条約でイギリスの領有が確定する[5]。
- 1815年: イギリス軍はキャンディに入り、王権は消滅した。ウィーン会議でオランダからイギリスへの譲渡が正式決定。
- 1832年: コールブルックの改革（ - 1833年）で、全土が均一に支配されるようになった。
- 1891年: ダルマパーラが仏教の復興を目指す大菩提会を創立。
- 1931年: ドナモア憲法（英語版）が制定され、アジア初の普通選挙法が施行された。
- 1942年: セイロン沖海戦が勃発。イギリス海軍東洋艦隊の拠点であったコロンボ、トリンコマリーが、大日本帝国海軍により空爆される。

### 独立後

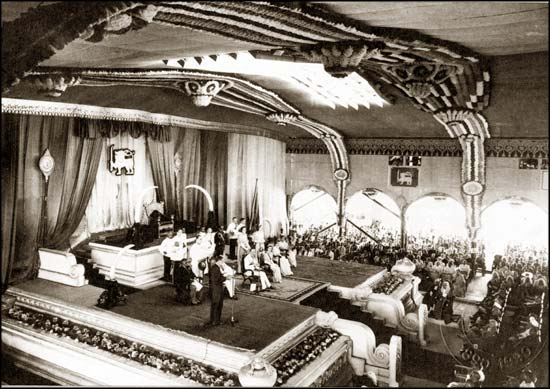
独立式典

- 1948年: 2月4日にイギリス連邦内の自治領（英連邦王国）として独立した。国名はセイロン。統一国民党 (UNP) のD. S. セーナーナーヤカが首相に就任した。
- 1949年: タミル人の選挙権を剥奪。
- 1951年: サンフランシスコ講和会議において、セイロン代表として会議に出席していたジュニウス・リチャード・ジャヤワルダナ大蔵大臣（のちにスリランカ第2代大統領）は「憎悪は憎悪によって止むことはなく、愛によって止む」という仏陀の言葉を引用して、日本への戦時賠償請求を放棄する演説を行った[6]。
- 1956年: 総選挙で人民統一戦線が勝利し、スリランカ自由党 (SLFP) のソロモン・バンダラナイケが首相に就任し、シンハラ語公用語法案を制定した。さらに、タミル人は公務員から排除された。このシンハラ・オンリーの政策によってタミル人との対立が高まり、のちの大規模な民族対立の原因となる。仏陀入滅2500年祭 (Bhuddha Jayanti) が開催され、シンハラ仏教ナショナリズムが高揚する。東部とコロンボでタミル人の民族暴動が起こる。
- 1959年: ソロモン・バンダラナイケが仏教僧によって暗殺される。
- 1972年: SLFPが選挙に勝利して、シリマヴォ・バンダラナイケが首相に就任（世界初の女性首相）。仏教を準国教扱いにする新憲法を発布した。共和制に移行し、国名をスリランカ共和国に改称。タミルの新しいトラ（TNT。LTTEの前身）が成立し、タミル人国家イーラム樹立の要求を掲げて、分離独立運動を開始した。
- 1977年: UNPが選挙に勝利し、ジャヤワルダナが首相に就任。資本主義の導入、経済の自由化が始まる。
- 1978年: 議院内閣制から大統領が執行権を行使する大統領制に移行し、現国名に改称。

### 26年にわたる内戦
- 1983年: シンハラ人とタミル人との大規模な民族対立が起こり、全土にわたって暴動が繰り返された。これ以後、2009年に至るまで長期間の内戦が継続した。シンハラ人とムーア人の対立、シンハラ人内部の対立も激化する。
- 1984年: 首都をコロンボからその南東15kmに位置するスリジャヤワルダナプラコッテへ遷都。ただし行政庁舎は旧首都に留め置かれる。
- 1987年: 反政府組織タミル・イーラム解放のトラ (LTTE) が独立宣言し、内戦が続いた。7月にはスリランカ・インド平和協定が成立、インド平和維持軍（IKPF）がスリランカへ進駐したが状況は収束せず、散発的なテロが続き再び戦いが起こった。 11月には憲法が改正、公用語にタミル語が追加された。
- 1988年: ラナシンハ・プレマダーサが大統領に就任し、内戦の終結を画策したが失敗する（1993年に暗殺）。
- 1989年: シンハラ人の急進派であった人民解放戦線（JVP。1967年成立）の指導者、ローハナ・ウィジェウィーラ（英語版）が殺害され、南部の治安が改善された。
- 1990年: インド平和維持軍（IKPF）が完全に撤退する。
- 1991年: インドのラジーヴ・ガンディー元首相が暗殺（英語版）。LTTEの犯行声明が出される。
- 1994年: SLFPを主体とする人民連合 (PA) が選挙に勝利し、チャンドリカ・クマーラトゥンガが首相となり、のちに大統領に選出される。
- 2001年7月: LTTEによりバンダラナイケ国際空港襲撃事件が引き起こされる。
- 2002年: ノルウェーの仲介によって、政府はLTTEとの停戦に合意した。その後、日本も仲介に乗り出す。
- 2004年3月: LTTEの東部方面司令官であったビニャガマムーシ・ムラリタラン（英語版）が同勢力を離脱、カルナ派を立ち上げ。LTTEとの闘争状態に入る。
- 2004年12月: スマトラ島沖地震の津波により沿岸部に死者3万人以上という大きな被害を受ける。

- 2005年11月: マヒンダ・ラージャパクサが大統領に就任。LTTEに対しては強硬姿勢を示す。

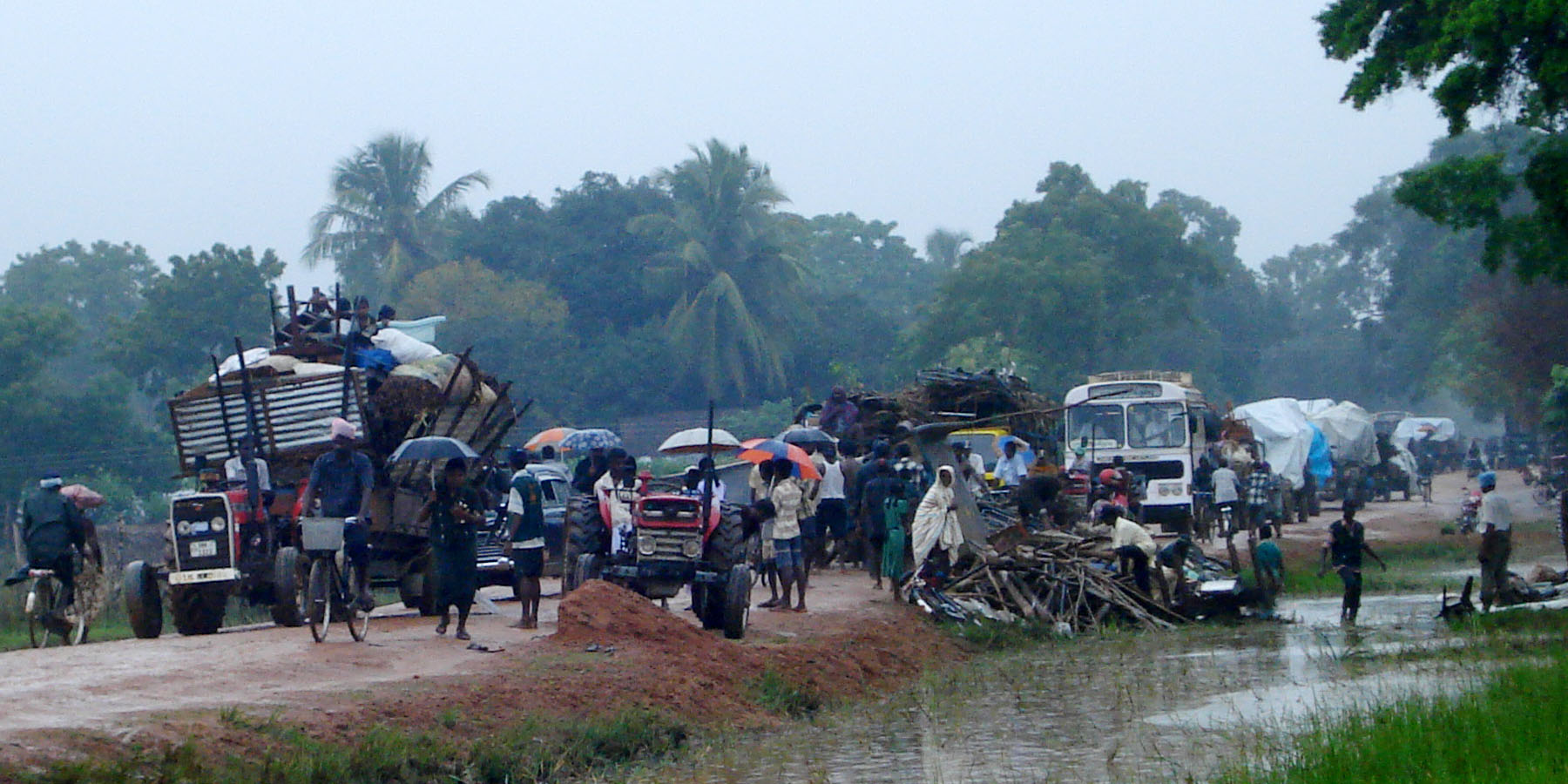
戦闘の激化により避難する人々

- 2006年7月: LTTEが東部バッティカロア県にて政府支配地域への農業用水を遮断したことを理由に政府軍が空爆を実施。戦闘が再燃[7]。
- 2007年7月：政府軍が東部州におけるLTTE最後の拠点であったトッピガラ（英語版）を攻略、同州からLTTE勢力を一掃する[8]。
- 2007年11月: LTTE本拠地である北部キリノッチへの空爆で、LTTEのナンバー2で政治部門トップであり、和平交渉の窓口であったスッパヤ・パラム・タミルセルバン（英語版）が死亡[7]。
- 2008年1月16日: 政府はLTTEとの停戦合意を正式に破棄すると発表。
- 2009年1月: 政府軍はLTTEの本拠地キリノッチを2日に、最後の都市拠点ムッライッティーヴーを25日に制圧。
- 2009年5月17日: ムッライッティーヴーの海岸部を残して、LTTEの実効支配地域のほぼ全てが政府軍に制圧される。LTTEは事実上壊滅状態に陥り、LTTE側もセルバラサ（英語版）広報委員長が事実上の敗北宣言である戦闘放棄声明を発表した。5月18日には、LTTEの最高指導者ヴェルピライ・プラブハカラン議長の遺体が発見され、政府はLTTEの完全制圧と内戦終結を宣言した[7]。

### 内戦終結後

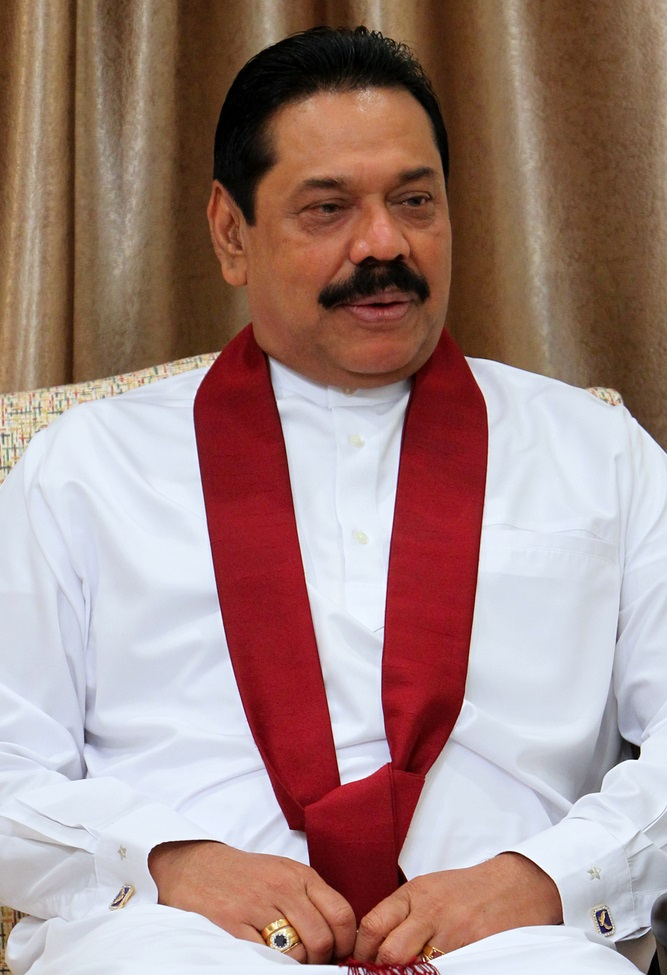
第6代大統領マヒンダ・ラージャパクサ

マヒンダ・ラージャパクサ大統領がLTTEの制圧と内戦の終結を宣言し、四半世紀に及ぶ内戦は2009年5月に終了した。以後、ラージャパクサは内戦終結の功績を背景に政権の強化を図り、2010年1月には任期を前倒ししての大統領選挙により、内戦の司令官だったフォンセカ前陸軍参謀長を破り再選を達成。同年9月には大統領の三選禁止条項を撤廃する憲法修正案も可決させるなど、大統領への集権化を進めた。一方、内戦終結後は国防省を国防・都市開発省と改称し、統一の実現と平和の到来とともに余剰となった戦力をインフラ整備にも動員した。復興需要ならびに観光業の復活から、2010年、2011年とGDPが8%台の成長を続けるなど、急速な経済発展が続いた。
2014年11月、2年の任期を残したラージャパクサは、三選を企図して早期選挙を実施。しかし、与党SLFPの幹事長で保健相のマイトリーパーラ・シリセーナが政権を離脱、野党統一候補として立候補する事態となり、2015年1月の投票においてシリセーナに敗れた。だが、大統領と首相の対立など政治的混乱に、経済成長の鈍化、さらに2019年にはイスラム過激派によるスリランカ連続爆破テロ事件が起きるなど不安定な情勢が続き、マヒンダ・ラージャパクサの弟のゴーターバヤ・ラージャパクサが第8代大統領に就任。マヒンダ自身も首相への復権を果たした。

### 経済危機と反政府運動

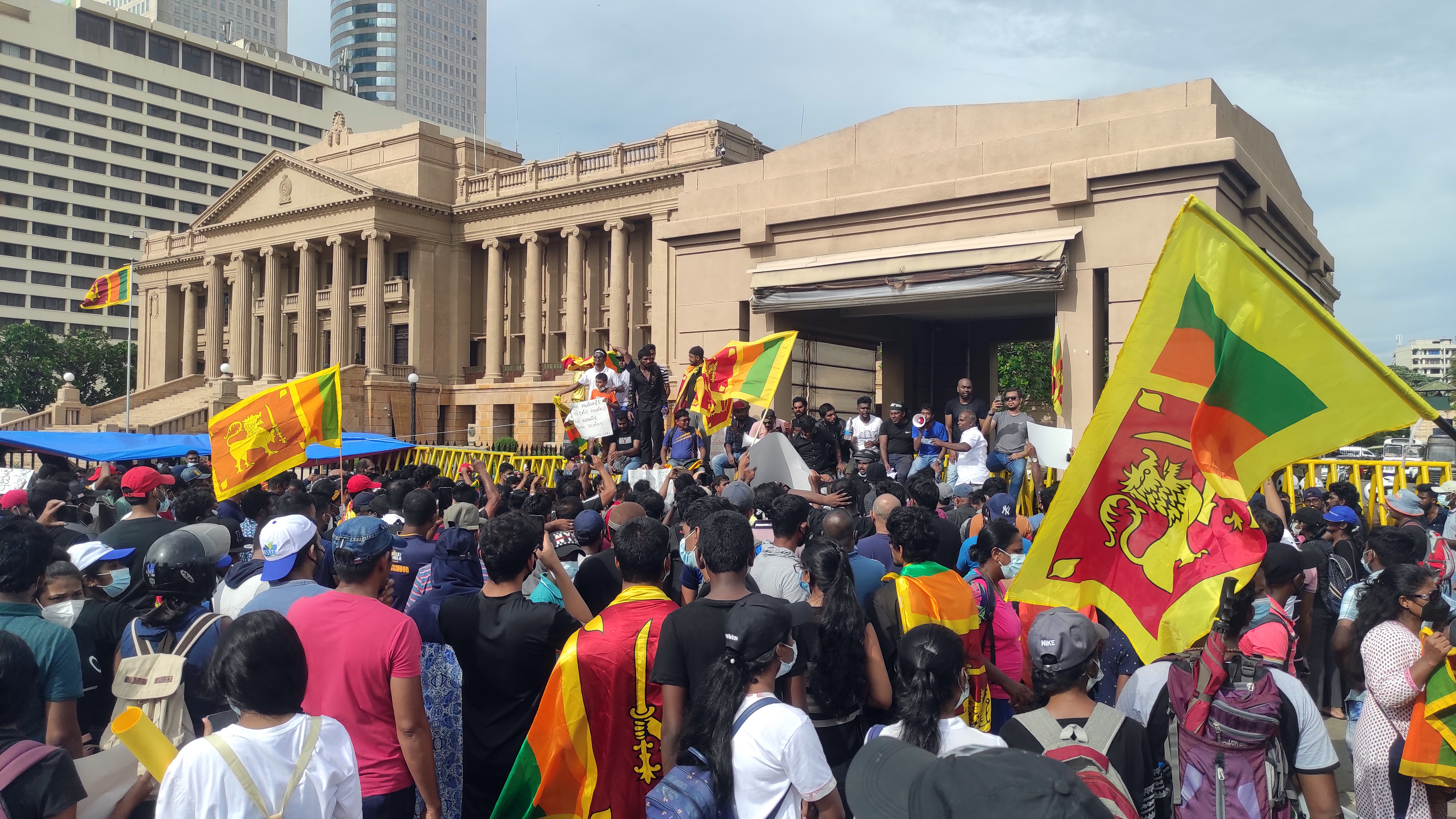
大統領府前に集まる市民（2022年）

しかし、2020年に新型コロナウイルスの世界的流行が発生すると情勢が一変。主要産業である観光業が壊滅、ラージャパクサ政権時代に拡大した債務の返済に困窮するようになり、物価高と外貨不足から独立以来と言われる経済危機に陥る。大規模な抗議デモが相次ぎ、2022年7月にはゴーターバヤ政権が崩壊。この間に首相から次いで第9代大統領へと就任したラニル・ウィクラマシンハは、7月5日に国家としての破産を宣言、国際通貨基金 (IMF) に支援を要請した。これを受け、9月1日、IMFはスリランカに対し29億ドルの金融支援を行うことで暫定合意に達したと発表。ただし、この支援については国内の経済改革のほか、対外債務（中国、インド、日本など）の整理再編を行うことを前提条件とした。
2023年10月11日、スリランカと中国は42億ドル分の債務再編で合意した。

## 政治

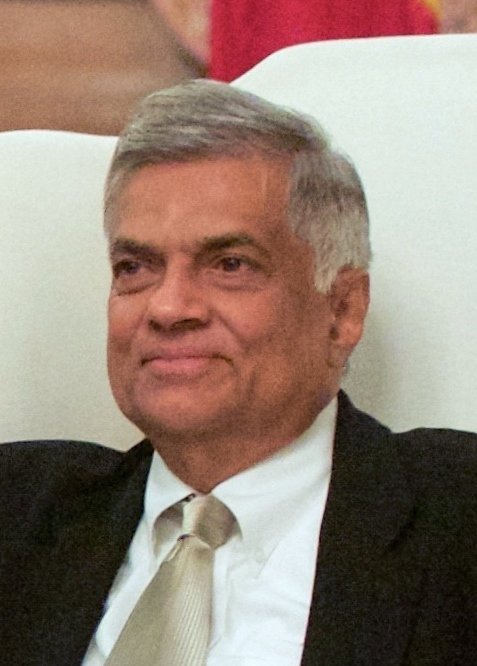
ウィクラマシンハ大統領

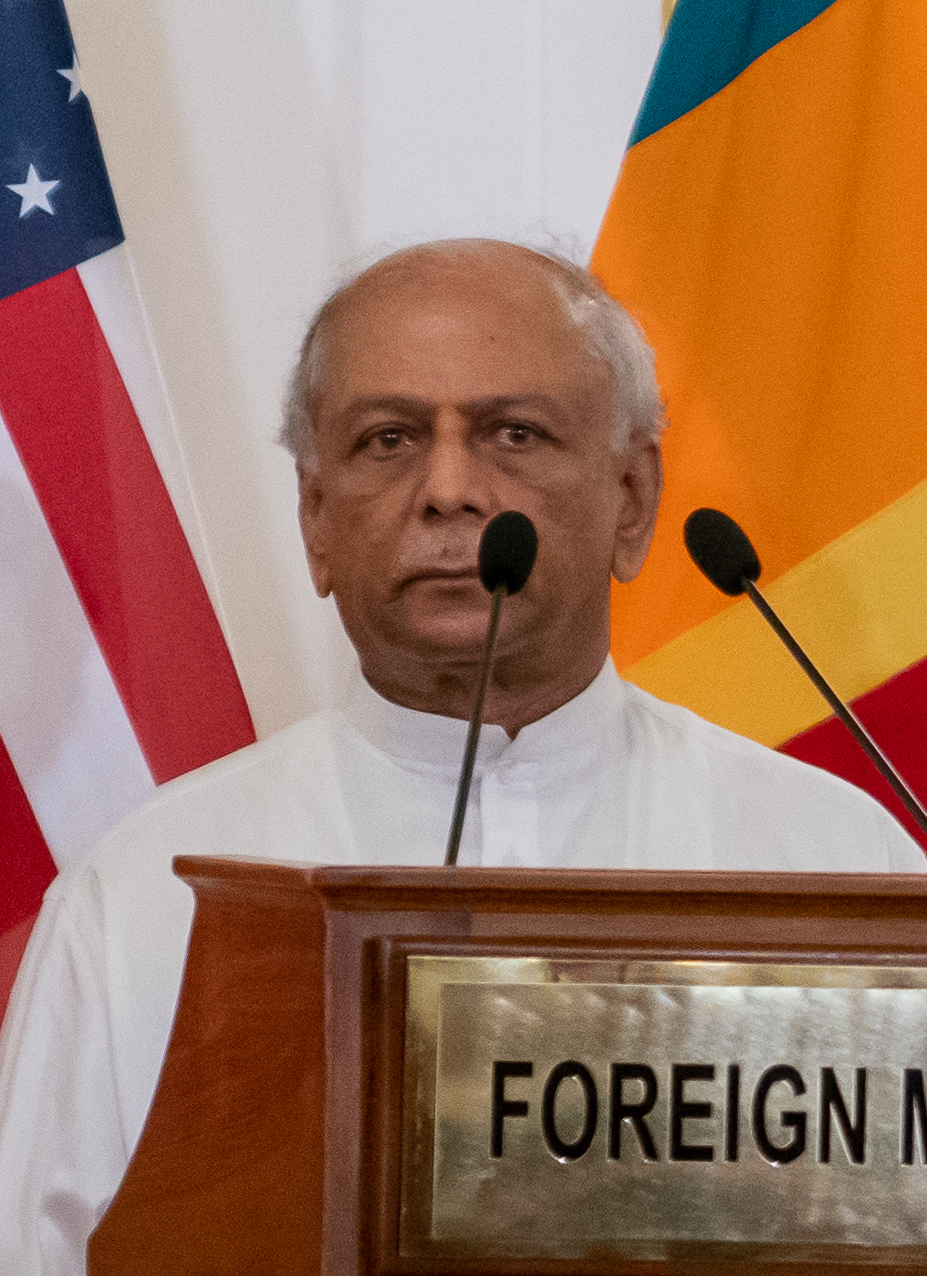
グナワルダナ首相

国体は共和制。半大統領制と議院内閣制が混合した体制となっている。また、間接民主主義の色合いが強めとなっている。
国会は総議席数225の一院制で、知識人や上流階級を基盤とする統一国民党 (UNP) と農村部や労働者階級を基盤とするスリランカ自由党 (SLFP) の二大政党を中心としつつ、タミル人の民族主義政党タミル国民連合や、共産主義政党でかつては武装闘争も展開した人民解放戦線 (JVP) といった小政党も一定の立場を築いている。
1948年の独立以降、一貫して民主主義が維持されているが、他方で2005年のマヒンダ・ラージャパクサ政権以後、大統領の権力が強まり、2009年の内戦最終局面での避難民や捕虜の取り扱い、2010年の大統領選挙に敗退したフォンセカ元陸軍参謀総長の逮捕、同年の憲法の大統領の三選禁止条項の撤廃といった点から、西欧諸国からは人権上の問題を指摘されている。2015年のマイトリーパーラ・シリセーナ政権下においては、こうしたラージャパクサ時代の政策の見直しが図られたが、大きな成果は上がらず、2019年にはゴーターバヤ・ラージャパクサ政権が誕生した。しかしそのゴーターバヤ政権も2020年からの経済危機で崩壊し、2022年にはラニル・ウィクラマシンハ政権が誕生している。
歴代の指導者が放漫的な財政運営を行ってきたうえ、2010年代前半に行われた空港や港湾、高速道路の建設が国家の債務を急激に増加させた。スリランカの国の総債務は2017年現在で6兆4,000億円にのぼり、全政府収入の95%が借金の返済にあてられている。完済に400年かかるとされており、非現実的な状況に陥っている。

## 国際関係
外交面では、非同盟の立場を維持しつつ、歴史的・文化的にも関係が深い隣国インドと、政治や経済、安全保障上、極めて重要な国として良好な関係維持に努めている。また経済社会開発の観点から日本を含む先進諸国との関係強化を重視しているほか、近年は中国やパキスタン、イランとの関係も強化しており、2009年には1986年以降長らく最大の援助国であった日本に代わって、中国が最大の援助国となっている。南部ハンバントタでは中国の援助の下、大規模な港湾・空港整備が行われており、中国の進出を象徴するプロジェクトとなっている。同港は2017年7月より99年間にわたり中国国有企業・招商局港口にリースされている。
また、南アジア地域協力連合 (SAARC) の原加盟国であり、2006年、東南アジア諸国連合地域フォーラム (ARF) にも加盟するなど、最近は南アジアや東南アジア諸国との協力関係強化にも力を入れている。

## 軍事
スリランカ軍はスリランカ陸軍、スリランカ海軍、スリランカ空軍の3つの組織で構成されている。兵士は志願制度を採用しており、兵役適齢は18歳から49歳まで、総兵力は予備役も含めて25万5000人（2020年時点）。LTTE設立以後同組織との戦闘を繰り返してきた。
保有兵器は旧ソ連製、中国製のものが大半を占めており、69式戦車やJ-7など旧式のものが多く、軍艦も哨戒艦などの小型艦船が主流で潜水艦や対潜哨戒機は保有していない。また、防空システムの構築も遅れており、2007年3月にLTTEが改造民間機を用いた攻撃を行った際には、コロンボの北35kmの地点にあるカトゥナーヤカ空軍基地への侵入を許し、爆撃を受け兵士3人が死亡し16人が負傷、軍用ヘリ数機が損傷し、整備棟の一部が損壊する被害を受けている。

## 地理・気候

### 地理

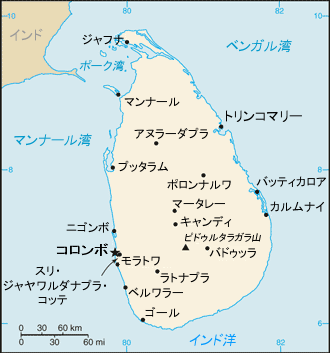
スリランカの地図

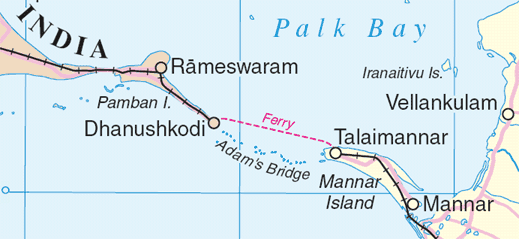
アダム橋

セイロン島はインド洋にあり、ベンガル湾の南西、アラビア海の南東に位置する。インド亜大陸とはマンナール湾とポーク海峡が隔てる。
ヒンドゥー教の神話では、インドとはラマと呼ばれる橋で結ばれていた。アダム橋と呼ばれる、ところどころ海面に顔を出す石灰岩礁が連なり、その昔完全な天然の陸橋であったが、1480年の嵐で壊れたとされている。ポーク海峡は狭く、インドからスリランカ海岸を望める。大型船舶には浅すぎるため島を迂回せざるを得ず、最初1860年に英政府が検討して以来、何度も運河の建設が検討されてきた。
島の北部は平坦地が続き、南部に向かうにつれて山地が多くなる。大きく分けると三分される。
第一は中央部から南部にかけての山岳・高原地帯で、最高峰はピドゥルタラーガラ山 (2,524m) で、アダムスピークも含めて、2,000m級の山々が連なり、山麓に1,000m前後の高原が広がる。第二は標高300 - 900mの高原ベルト地帯で、山岳地帯の周辺部である。第三は海岸沿いの平地で、南西部では狭く、北部から東部にかけては平坦な土地が広がる。雨量の多い南部の中央高地から河川が放射状に流れ出し、最長の川はマハウェリ川（全長335km）で、北東に流れてベンガル湾に注ぎ、海岸部に広い沖積平野を形成する。北部のジャフナ半島は平坦地が続き、井戸水を利用して、地下水灌漑による農耕を行っている。

### 気候

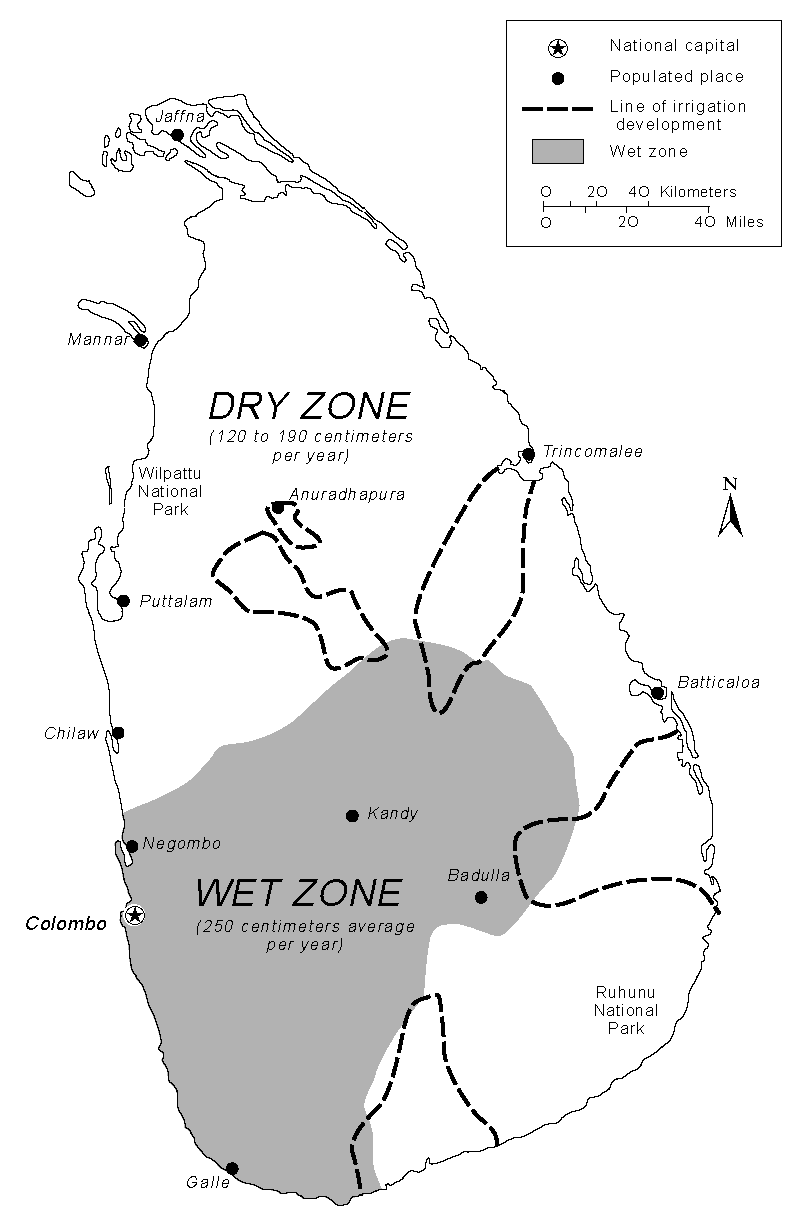
乾燥地帯 (dry zone) と湿潤地帯 (wet zone)

気候は熱帯性であり高温多湿で、海岸部・低地では年平均気温27 - 28°Cであるが、高地の気候は冷涼である。ヌワラ・エリヤ（標高約1,890m）では年平均気温22°Cと、一年中常春のような気候である。気候の特色はモンスーンの影響が強いことで、年2回の季節風である南西モンスーンと北東モンスーンに伴い、季節に応じて降雨量が変化する。5月から9月にかけての南西モンスーンの時期はヤラ期 (yala) と呼ばれ、風が山岳地帯に遮られて島の南西部に多量の雨をもたらす。特に5 - 6月は大雨で、7 - 9月はやや減少する。ヤラ期には、北部から北東部は風下になり乾燥する。10月から12月は無風状態となって気団の影響で天候は不安定になり、全島で雨の多い日々が続く。11月から3月にかけての北東モンスーンの時期は、北東部を中心に1月までは雨が多い。このころ、南西部は1年で最も雨の少ない時期になる。3 - 4月は無風状態に入り、やや雨が増加する。
国土の全体は、年間降雨量75インチ（1,875ミリ）を基準として、乾燥地帯 (dry zone) と湿潤地帯 (wet zone) に大別され、乾燥地帯は北部から中部にかけてで国土の7割を占める。南部の湿潤地帯には総人口の3 - 4割が居住し、人口密度も高い。湿潤地帯では2回の雨季を利用して二期作が可能であるのに対して、乾燥地帯は1年に1回の雨季であるマハ期を主体に農業が営まれる。北部では大規模な溜池灌漑が展開し、用水と排水を分離せずに、灌漑水の反復利用率を高めることを目標とした「貯水システム」が確立していた。アヌラーダプラやポロンナルワを中心に展開した古代の王国の基盤には権力による水系の管理体制があり、王都は水系の結節点にあり、仏教を精神の支柱とし、寺院が水利施設を統御することで高度の安定を保ちえた。しかし、13世紀末以降、王国は北部を放棄して南部に王都を移す。その原因は、侵入者による灌漑設備の破壊、気候の変化、土壌の劣化、病虫害、マラリアの蔓延、過剰開発などさまざまな理由が挙げられている。

## 地方行政区分

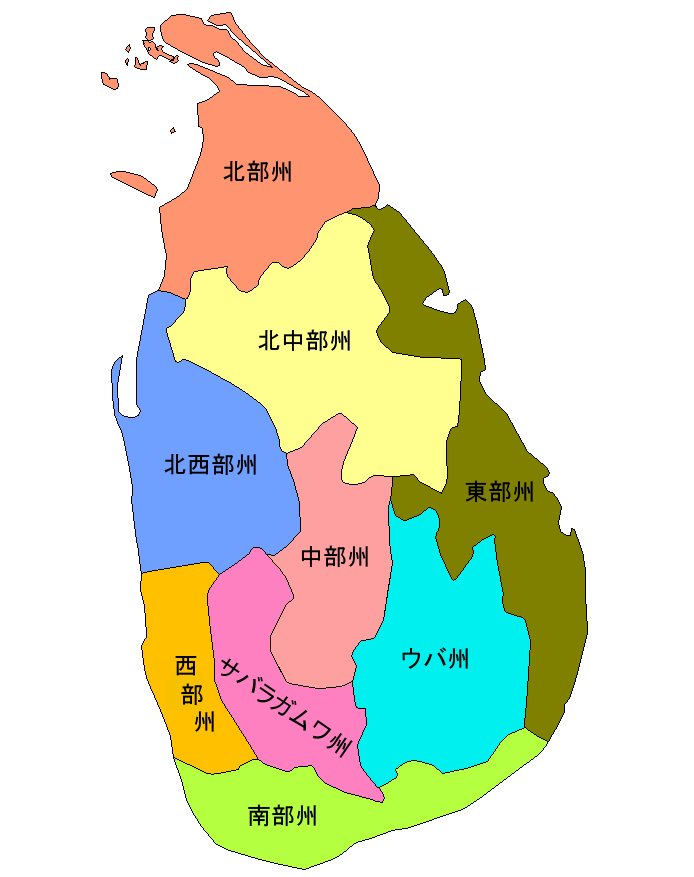
スリランカの州

地方行政区分として、スリランカの国土は9つの州、25の県に分けられている。

### 州
州はスリランカにおいて19世紀から存在していた。しかしそれらは、1987年に行われた地方分権を意図した1978年憲法第13次改正による州議会設立まで、何の法的裏づけも持たない存在だった。州議会は一定の自治権を持っており、いかなる省庁の下にも置かれていない。州の設立後は、それまで中央の省庁が担っていた活動の一部を州が担うようになった。ただし、土地と警察行政に関する部分については引き続き中央政府の管理下に置かれている。憲法改正直後の1988年から2006年にかけては、北部州と東部州は内戦の和平協定の一環として合併しており、北東部州とされていた。1987年以前は、植民地時代と同様、すべての行政は県を基準として行われていた。2012年現在、それぞれの州は選挙により選ばれた州議会により統治されている。
| スリランカの州 | 州都           | 面積 (km2) | 人口      |
| -------------- | -------------- | ---------- | --------- |
| 中部州         | キャンディ     | 5,674      | 2,556,774 |
| 東部州         | トリンコマリー | 9,996      | 1,547,377 |
| 北中部州       | アヌラーダプラ | 10,714     | 1,259,421 |
| 北部州         | ジャフナ       | 8,884      | 1,060,023 |
| 北西部州       | クルネーガラ   | 7,812      | 2,372,185 |
| サバラガムワ州 | ラトゥナプラ   | 4,902      | 1,919,478 |
| 南部州         | ゴール         | 5,559      | 2,465,626 |
| ウバ州         | バドゥッラ     | 8,488      | 1,259,419 |
| 西部州         | コロンボ       | 3,709      | 5,837,294 |
- 最左列のソートボタンで元の順序に戻る。

### 県とその他の自治体
スリランカはまた25の県にも分割される。それぞれの県は県事務所により運営されている。県はさらに256のDivisional Secretary地区（DS地区、郡と訳される）に分割され、同様にDS地区は1万4,000ほどのGrama Niladhari地区（GN地区）に分割される。これらの県はシンハラ語ではDisa、タミル語ではMāwaddamとして知られている。Disa（通常英語ではDissavonyと表記される）は昔の公爵領に由来しており、特にマータレーとウバではそれが顕著である。県次官が県を統括する。
地方自治体は3種類に分かれており、2004年時点で都市部に置かれるMunicipal Councilが18、半都市部のUrban councilが13、それに農村部のPradeshiya Sabha (aka Pradesha Sabhai) 256自治体存在する。これらの自治体はもともとkoraleとrataという封建時代のカウンティに由来しており、以前はDivisional Revenue OfficerからD.R.O.地区として知られていた。D.R.O.はのちにAssistant Government Agentsとなり、A.G.A.地区として知られるようになった。現在ではDivisional Secretaryとなっている。

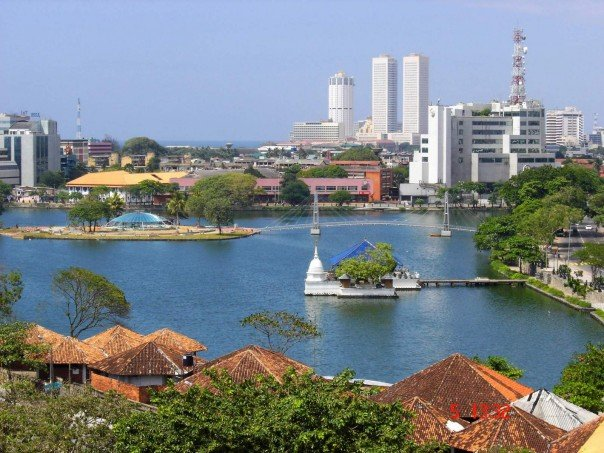
コロンボ
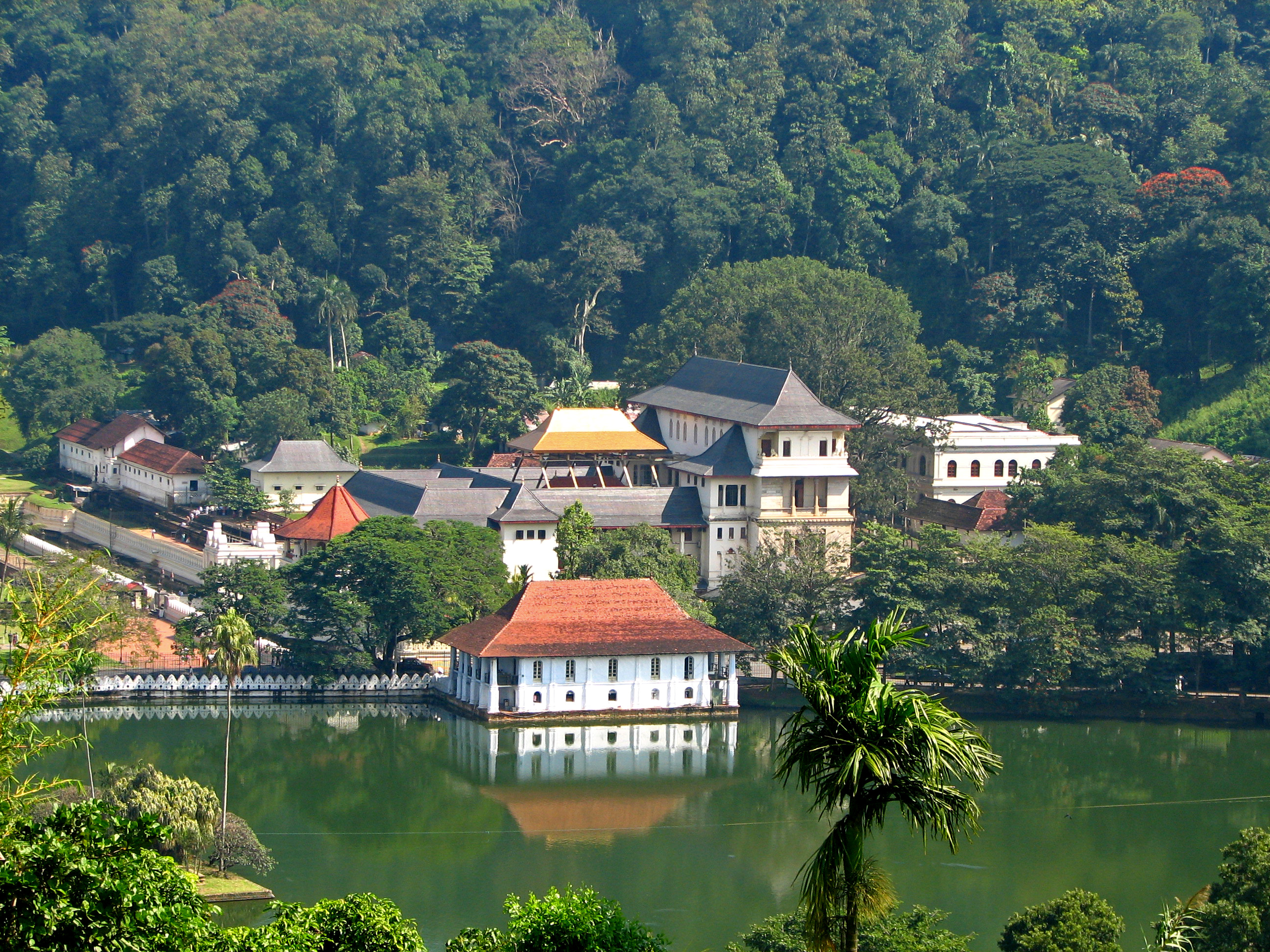
キャンディ
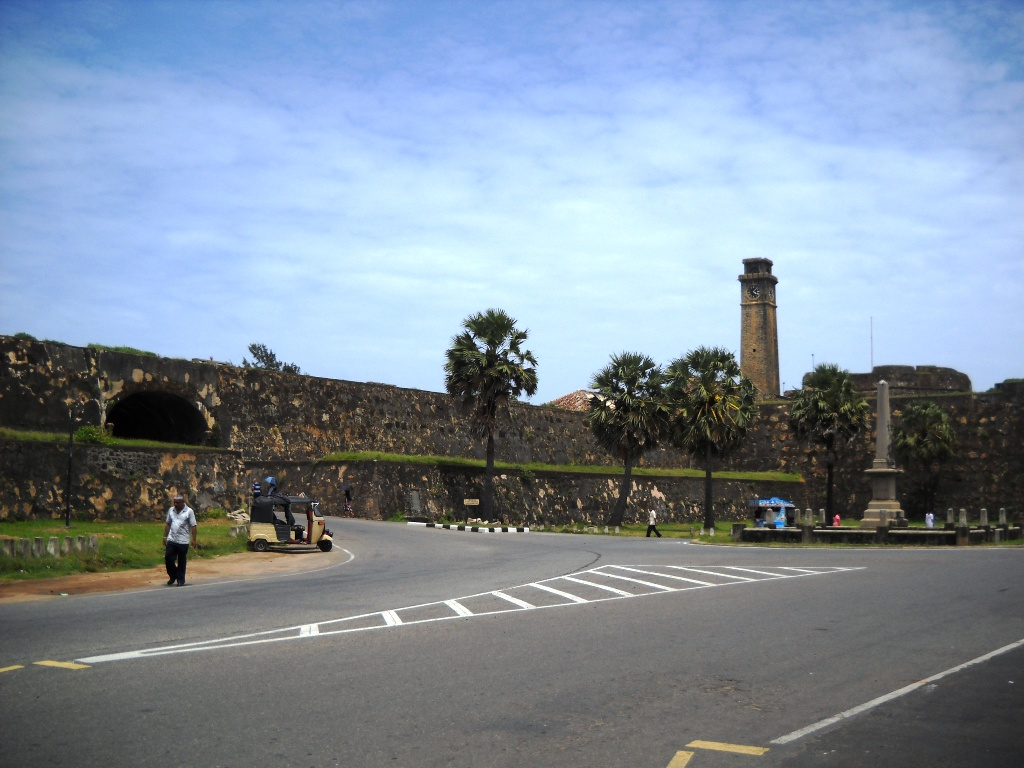
ゴール
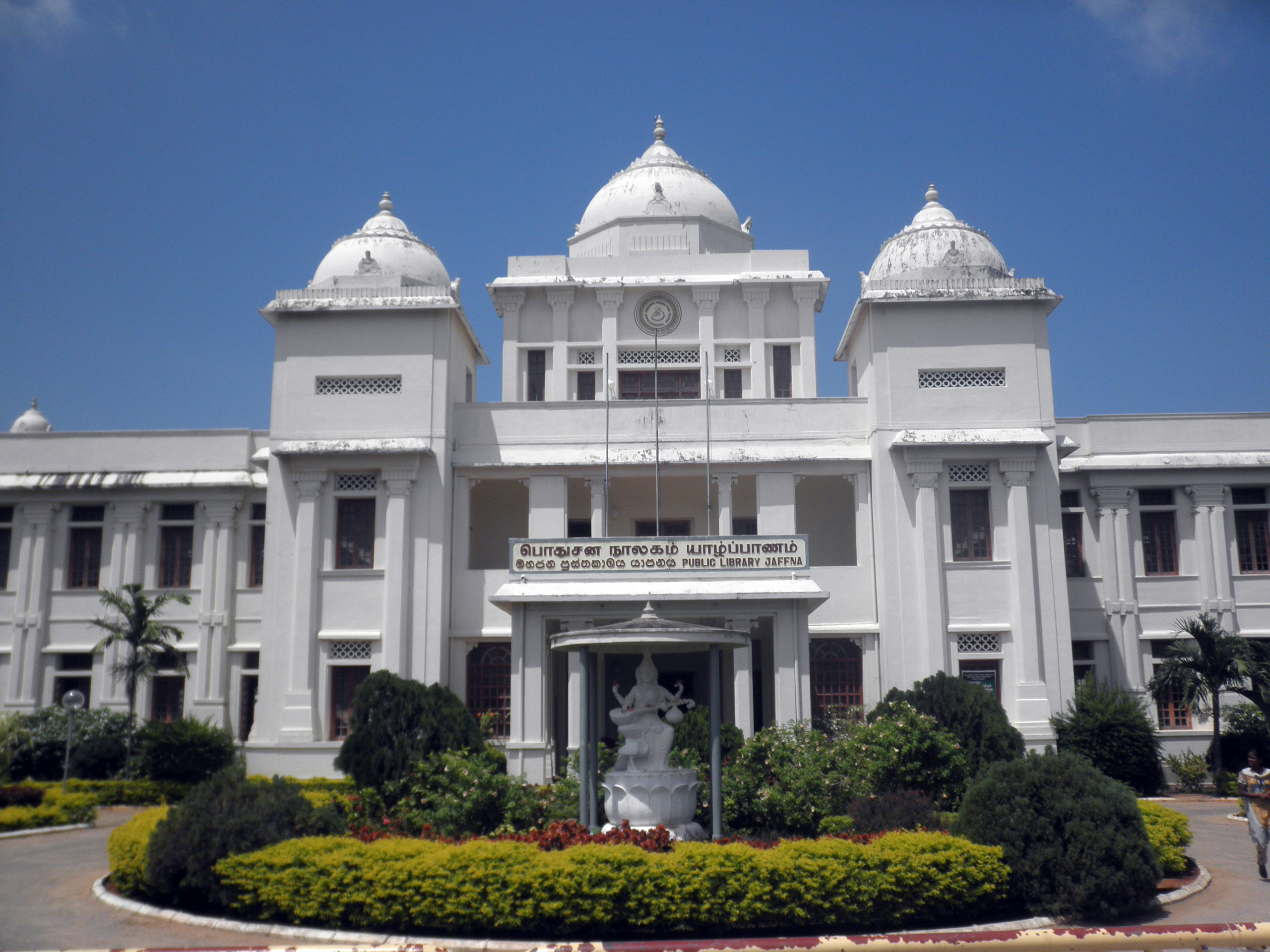
ジャフナ

| 順位 | 都市名                           | 州     | 人口    | 順位 | 都市名         | 州             | 人口   |
| ---- | -------------------------------- | ------ | ------- | ---- | -------------- | -------------- | ------ |
| 1    | コロンボ                         | 西部州 | 752,933 | 11   | バッティカロア | 東部州         | 92,332 |
| 2    | デヒワラ・マウントラビニア       | 西部州 | 245,974 | 12   | ジャフナ       | 北部州         | 88,138 |
| 3    | モラトゥワ                       | 西部州 | 207,755 | 13   | カトゥナーヤカ | 西部州         | 76,816 |
| 4    | スリ・ジャヤワルダナプラ・コッテ | 西部州 | 135,806 | 14   | ダンブッラ     | 中部州         | 68,821 |
| 5    | ニゴンボ                         | 西部州 | 127,754 | 15   | コロンナーワ   | 西部州         | 64,887 |
| 6    | キャンディ                       | 中部州 | 125,351 | 16   | アヌラーダプラ | 北中部州       | 63,208 |
| 7    | カルムナイ                       | 東部州 | 106,783 | 17   | ラトゥナプラ   | サバラガムワ州 | 52,170 |
| 8    | バブニヤ                         | 北部州 | 99,653  | 18   | バドゥッラ     | ウバ州         | 47,587 |
| 9    | ゴール                           | 南部州 | 99,478  | 19   | マータラ       | 南部州         | 47,420 |
| 10   | トリンコマリー                   | 東部州 | 99,135  | 20   | プッタラム     | 北西部州       | 45,401 |

- コロンボ
- キャンディ
- ゴール
- ジャフナ

## 経済

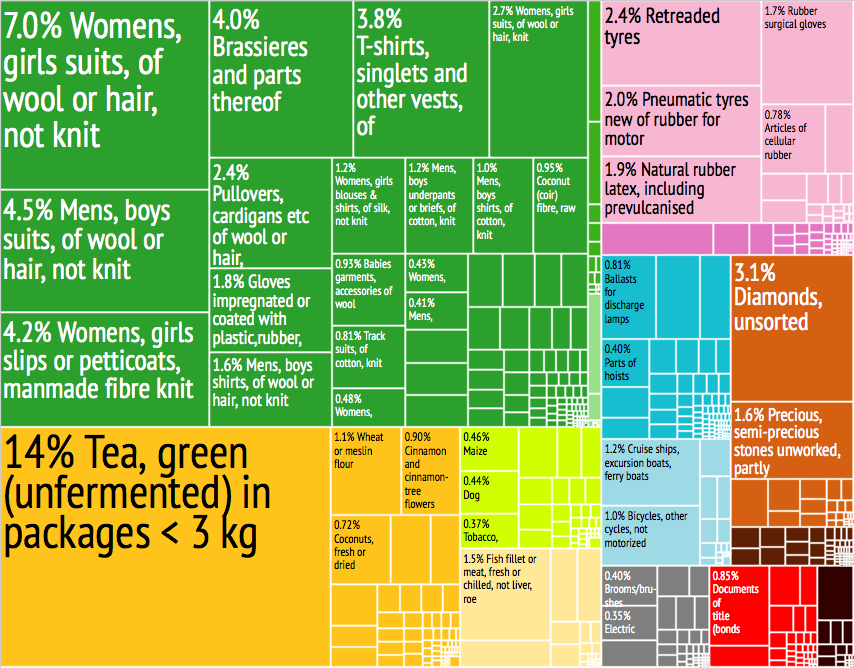
色と面積で示したスリランカの輸出品目 (ツリーグラフ)

IMFの統計によると、2019年の1人あたりの名目GDPは3,852ドルほどで、南アジアではモルディブに次いで第2位と、域内では経済が発達している国である。
イギリス植民地時代の19世紀から20世紀にかけて、スリランカはシナモン、天然ゴム、紅茶といった作物のプランテーション経済下にあった。これらの作物は現在でも同国の主要な輸出品目として残っている。
同時代に行われた近代的な港湾開発により、スリランカは貿易の中継点として戦略的に重要な価値を持つことになった。1948年から1977年にかけては、政府により社会主義に強く影響された経済政策がとられた。植民地的なプランテーションの多くが解体され、産業の国有化や福祉国家論に基づく政策が進められた。1977年に資本主義の導入、経済の自由化がなされ、国営企業の民営化や規制緩和、それに民間企業の育成が進められた。
茶や天然ゴム、コーヒー、砂糖といった作物の生産・輸出はいまだこの国において重要なポジションを占めるが、産業化により食品加工や繊維産業、電気通信それに金融といった分野の重要性も増加している。スリランカの主な経済部門は観光産業、茶の栽培、繊維産業、それに稲作やその他農産業である。これらの部門に加えて、中東地域を中心とする海外への出稼ぎもこの国の経済に大きく寄与している。2010年の調査では、こうしたサービス部門がGDPの6割を占めており、鉱工業部門は28%、農業部門は12%であった。また経済の85%を民間部門の活動が占めている。隣国インドはスリランカの最大の貿易相手国である。国内では地域によって経済格差があり、首都の位置する西部州がGDPの45.1%を生み出しており、南部州や中部州といった他の州は10.7%と10%といった数値に留まっている。2009年に終結した内戦からの復興が進んでおり、終結の翌2010年には、戦場となった北部州で22.9%という高いGDP成長率が記録された。
1人あたりのGDPは、2005年からの5年間で約2倍へと成長しており、この期間に貧困率は15.2%から7.6%に、失業率は7.2%から4.9%に、コロンボ証券取引所の時価総額は4倍へと成長した。90%の家庭が電化されており、人口の87.3%が安全な飲料水を利用可能で、39%には水道により水が供給されている。格差も同様に縮小しており、2010年のジニ係数は0.36となっている。携帯電話の利用者数も、2005年から2010年で550%もの急成長をみせている。スリランカは、南アジアで最初に3G、3.5G HSDPA、3.75G HSUPA、それに4G LTEによるモバイルブロードバンドが導入された国である。
世界経済フォーラムが発行する国際競争力レポート2011年版では、スリランカ経済を労働力と天然資源に依存した段階 (factor-driven stage) から工業化が進展した段階 (efficiency-driven stage) への過渡期と分析しており、その国際競争力は調査対象の世界142か国中52位であると報告している。また保健医療と初等教育の分野では45位、ビジネスの洗練性では32位、イノベーションでは42位、そして市場効率性では41位との報告も行われている。ニューヨーク・タイムズは2010年、世界31か所の観光地の中でスリランカをその第1位に選出した。ダウ・ジョーンズは2010年、スリランカをエマージング・マーケット（新興国市場）へと分類し、同様にシティグループは2011年2月、成長が見込まれる3G国へと分類した。スリランカは人間開発指数 (HDI) においても他の南アジア諸国より良い数値を付けており、その指数は0.696である。
しかし、5年間の間に貧困率が半分に削減されたとはいえ、1日2ドル未満で暮らす広義の貧困層となると2011年時点でいまだ566万人が該当すると推定されており、これは国民のおよそ25%に相当する。幼児の栄養失調はいまだ問題とされており、5歳以下の子供の29%が体重が不足しているとの報告がなされている。また58%の幼児が6か月から11か月の間、38%の子供が12か月から23か月の間貧血に見舞われる。蚊が媒介するデング熱が現在でも主要な感染症として残りつつも、非感染性疾患（NCD、生活習慣病）も体調不良や障害、早逝の85%を占めるほど拡大している。スリランカの平均寿命は77.9歳で、この数値は世界の平均より10%ほど高い。しかし、乳児死亡率は1,000人あたり8.5人、妊産婦死亡率は同0.39人であり、この統計はまだ開発途上国の数値である。
また2014年現在、スリランカ北東地域では衛星携帯電話は持ち込み禁止であり利用できない。
2017年に、99年間にわたる南部ハンバントタ港運営権を中華人民共和国に譲渡、軍事利用しないという契約だが、中国の一帯一路政策の重要港湾拠点となる。
同年、スリランカ政府は「Vision 2025」と題した8カ年計画を発表。年1人あたり所得をUS$5,000に改善し、百万人の雇用の創出、海外直接投資額US$50億/年までの増加、そして輸出額US$200億/年までの倍増を目標としている。
2020年から始まった世界的な新型コロナウイルスの感染拡大は、スリランカの観光業を直撃するとともに外貨の流入を減少させることとなった。スリランカ政府は年間45億ドルの対外債務を返済しなければならず、外貨の流失を防ぐ目的で多数の品目について輸入規制を実施したが、品目にはスリランカ料理に不可欠なターメリックが含まれており価格高騰が生じて市民生活を直撃した。政府は2021年も輸入規制を行うこととしており、ターメリックの流通量不足については国内栽培を強化する方針を示した。
2021年、スリランカは対外債務の支払いとコロナ禍による経済の低迷により外貨準備高が対前年度比で7割も激減した。同年10月にはイラン石油公社に支払う代金5億ドルを支払うことができず、特産品の紅茶によりバーター取引を行った。またスリランカ外務省は外貨の節約を理由に在ナイジェリア大使館、ドイツのフランクフルト、キプロスのニコシアにある領事館を同年12月31日から一時閉鎖した。ついには、2022年7月5日には国家としての破産を宣言した。

### 農業

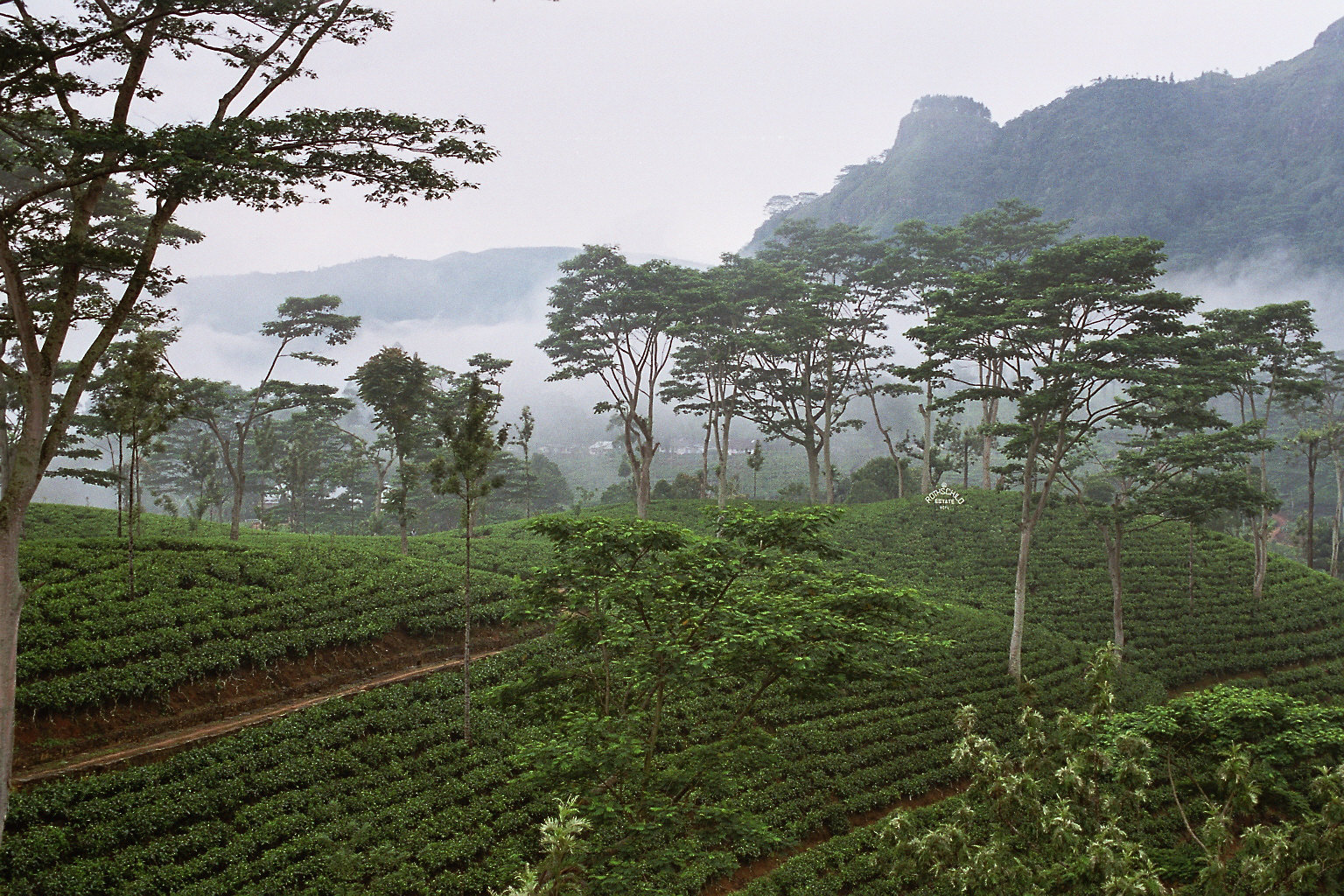
紅茶のプランテーション

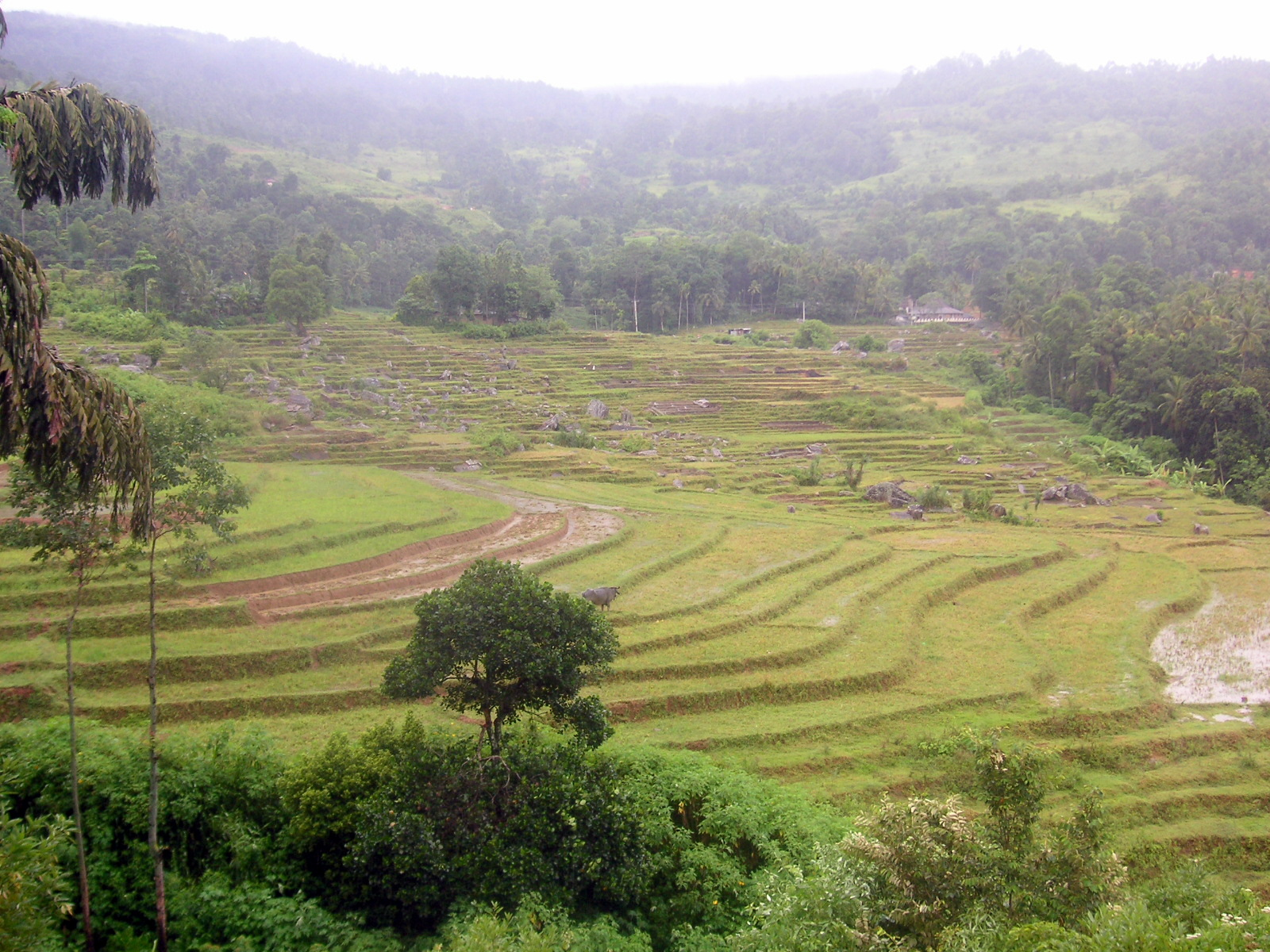
スリランカ山間部の棚田

産業全体において農業が占める比率やGDP比で9.9%。水田稲作中心で、南部では天水農業、北部では溜池灌漑、ジャフナ半島では井戸水灌漑で栽培する。農耕の生産暦では南部では雨に合わせてヤラ期は4月に播種、7 - 9月に刈り取る。マハ期は8 - 10月にかけて播種し、2 - 3月に刈り取る。植民地時代のプランテーションの影響が残り、低地の標高200メートル程度まではココナッツ、標高500メートルまではゴム、それ以上の標高では紅茶の生産が盛んである。
茶の生産量では世界第4位（2014年）であり、スリランカ産紅茶はセイロンティーと呼ばれ、世界に輸出される名産品である。しかし、この茶栽培は、病気（コーヒーさび病）によって壊滅的打撃を受けたコーヒー栽培の代替であったことはあまり知られていない。現在では、ごく少量ではあるがコーヒーの栽培が復活している。
スリランカ人の主食であるコメは自給率120%を達成したと言われており、2012年より中東、アフリカなどへの輸出を開始している。
スパイス類の生産も盛んであり、特にシナモンはスリランカの特産品として知られている。シナモンの生産量は世界4位、全世界の生産量の8%を占めている。

#### 有機革命
2021年5月、ゴータバヤ・ラージャパクサ大統領は化学肥料の輸入を禁止し、有機農業を推進した。生産量低下による経済状況の悪化や大量の失業者が出ると懸念され、また9月には為替レートの低下、食料価格の高騰によるインフレ率の上昇、新型コロナウイルスの世界的流行による観光業の制限などによる国の収入の減少に伴い政府が「経済緊急事態」を発表。10月には輸入の全面禁止も取り止めとなった。

## 交通

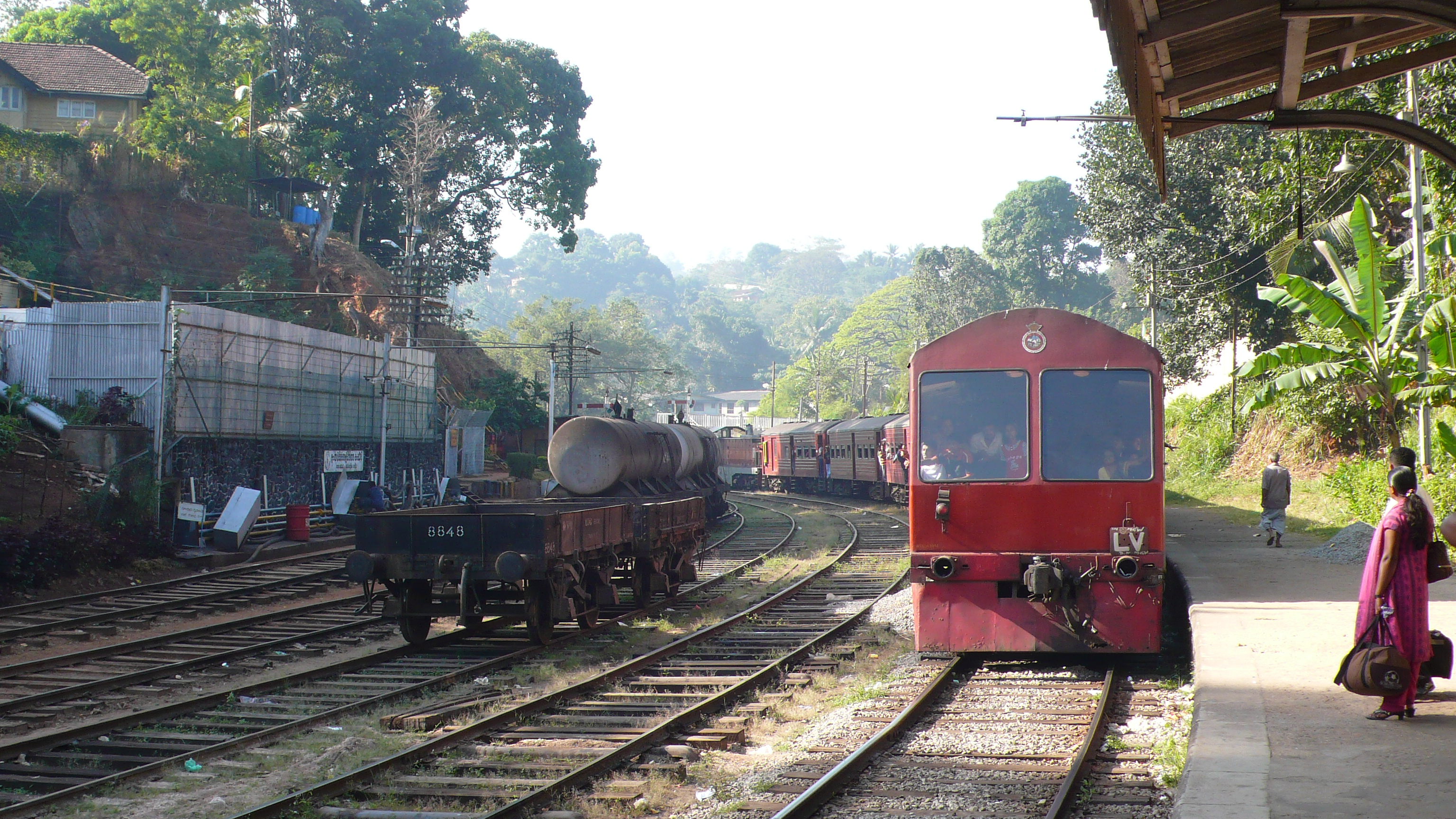
スリランカの鉄道

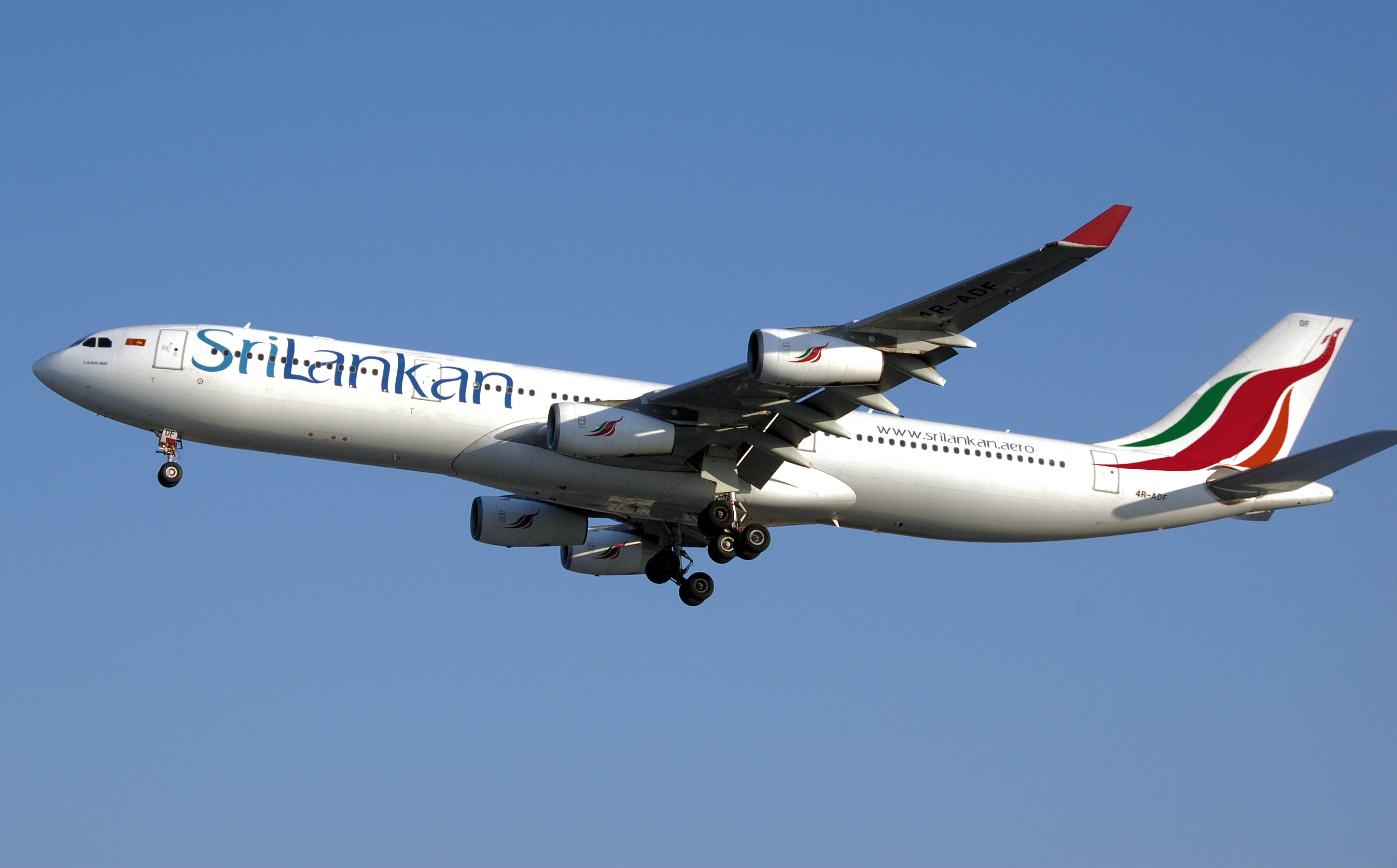
スリランカ航空 A340型機

スリランカの交通網は、主にスリランカ最大の都市コロンボを中心とした道路網により構成される。多くの道路は細く状態も悪いが、コロンボやその近郊の主要な道路は比較的良い状態に保たれている。2011年にはスリランカ初となる高速道路がコロンボと南部のゴールの間に開通しており、さらなる路線拡大が進められている。スリランカで最も一般的な公共交通機関は、こうした道路網を利用するバスである。公営・民営それぞれのバスが存在しており、都市と農村の両地域において運行されている。

### 鉄道
スリランカの鉄道網はイギリス植民地時代の遺産に大きく依存しており、今日では国内の物流に占める割合は限られている。スリランカにおいて鉄道はすべて政府により運行されている。鉄道の総延長は約1,420kmで、道路網と同様にコロンボを起点とした鉄道網が整備されている。山がちなセイロン島では小回りの利かない広いゲージを採用するのは不利であるようにも思われるが、軌間にはインドと同じ1676 mmの広軌が用いられている。

### 航空
スリランカの空の玄関は、コロンボから北に約35kmのカトゥナーヤカに位置するバンダラナイケ国際空港である。スリランカのナショナル・フラッグ・キャリアであるスリランカ航空が、同空港をハブ空港としたアジア路線とヨーロッパ路線を就航している。2013年には南部ハンバントタに第2国際空港となるマッタラ・ラージャパクサ国際空港が開港した。また2012年現在、コロンボ南部のラトゥマラナ空港も国際化が図られている。
国内便はあまり発展していないが、国内に多数存在する空軍基地や湖沼を活用した水上空港を結ぶチャーター便が運行されている。

## 国民

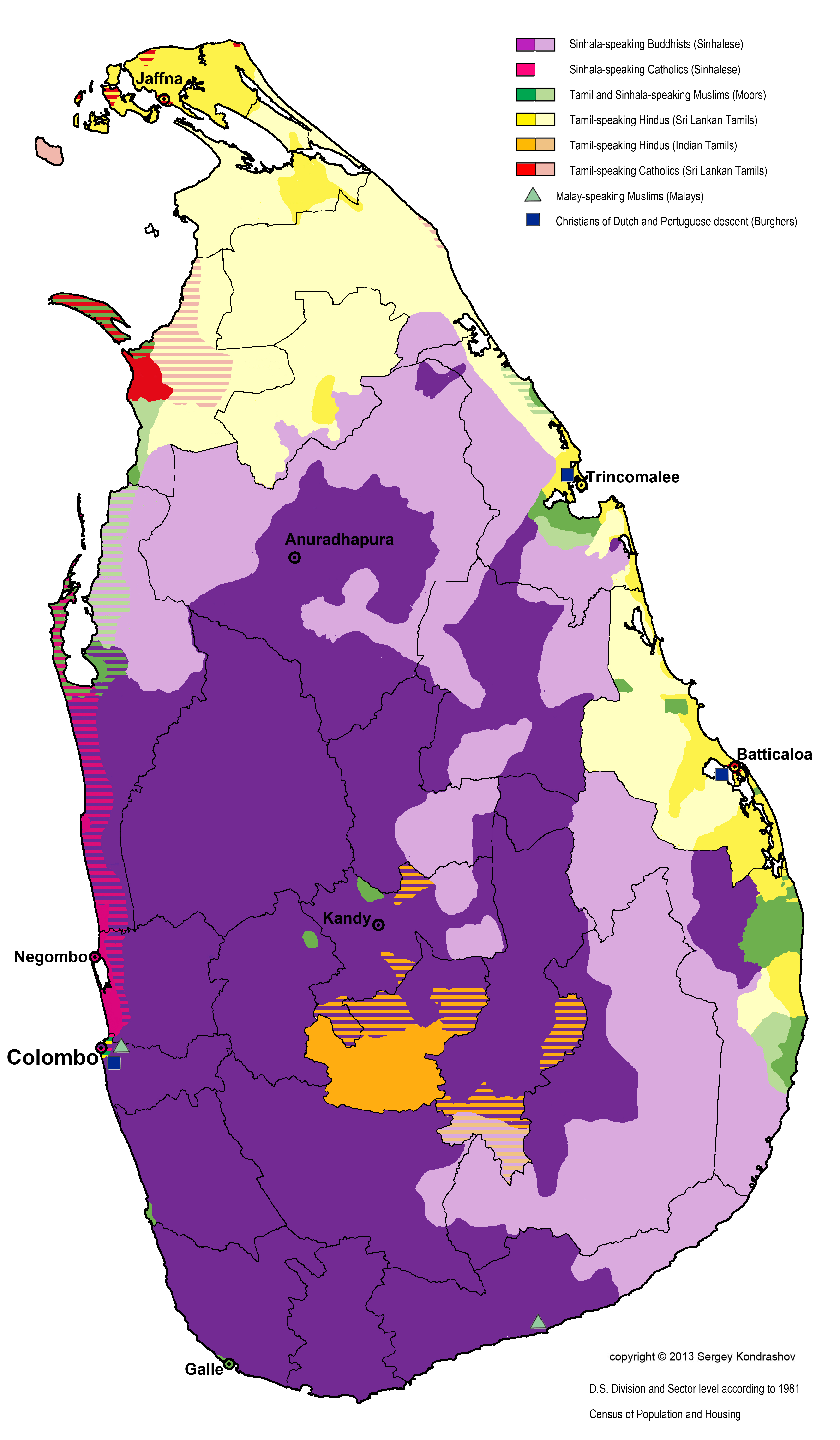
言語・宗教別の民族分布（1981年）
紫:シンハラ人（仏教）
黄:タミル人（ヒンドゥー教）
緑:ムーア人（イスラム教）
赤:シンハラ人/タミル人（キリスト教）

2012年現在、スリランカは世界で57番目に人口が多い国であり、その人口増加率は0.73%、出生率は1,000人あたり17.6人で死亡率は同6.2人である。国内では西海岸の人口密度が高く、特に首都周辺に人口が集中している。

### 民族構成
2012年の統計では、総人口約2,027万人のうちシンハラ人は1,517万人 (74.9%)、タミル人は311万人 (15.4%)、ムーア人が187万人 (9.2%)、混血のバーガー人とユーラシアンが3万7千人、その他に含められる先住民のヴェッダ人などとなっている。タミル人の内部も、古代以来の移住で形成されたスリランカ・タミル（227万人）と、19世紀半ばにイギリスが南インドからプランテーション経営のために労働者として連れてこられたインド・タミル（84万人）に分かれる。ムーア人も9-10世紀ごろに島に住み着いたアラブ系の人々を主体とするスリランカ・ムーアと、インドから移住してきたインド・ムーアに分かれる。統計上では、マレーシアから傭兵として連れてこられたマレー人（4万人）が計上されている。ヴェッダ人は統計上ではその他（2万2千人）に含められている。

### 言語
シンハラ語とタミル語は国語にして公用語であり、連結語として英語も憲法上認められている。日常的にはほとんどの国民がそれぞれの民族語（シンハラ人はシンハラ語、タミル人はタミル語）を使っている。この他にバーガー人やユーラシアンと呼ばれる英語を母語にする人が国民の1割いる。彼らはコロンボに集住しており、スリランカ社会における指導的役割を担っている。バーガー人はポルトガル人やオランダ人の男性と現地女性との混血、ユーラシアンはイギリス人の男性と現地女性との混血である。ムーア人は主にタミル語を使用する。ヴェッダ人は独自の言語（ヴェッダ語、ただしこのヴェッダ語ですらすでにシンハラ語基盤のクレオール言語である）を持っていたとされるが、シンハラ人との同化が進み、話者は現在、いるとしてもごく少数と見られる。

### 宗教
| スリランカの宗教               | スリランカの宗教 | スリランカの宗教 | スリランカの宗教 | スリランカの宗教 |
| ------------------------------ | ---------------- | ---------------- | ---------------- | ---------------- |
| 宗教                           |                  |                  | パーセント       |                  |
| 仏教                           | 仏教             |                  | 70.19%           | 70.19%           |
| ヒンドゥー教                   | ヒンドゥー教     |                  | 12.61%           | 12.61%           |
| イスラム教                     | イスラム教       |                  | 9.71%            | 9.71%            |
| キリスト教                     | キリスト教       |                  | 7.45%            | 7.45%            |
| 出典: 2011年人口・住宅センサス |                  |                  |                  |                  |

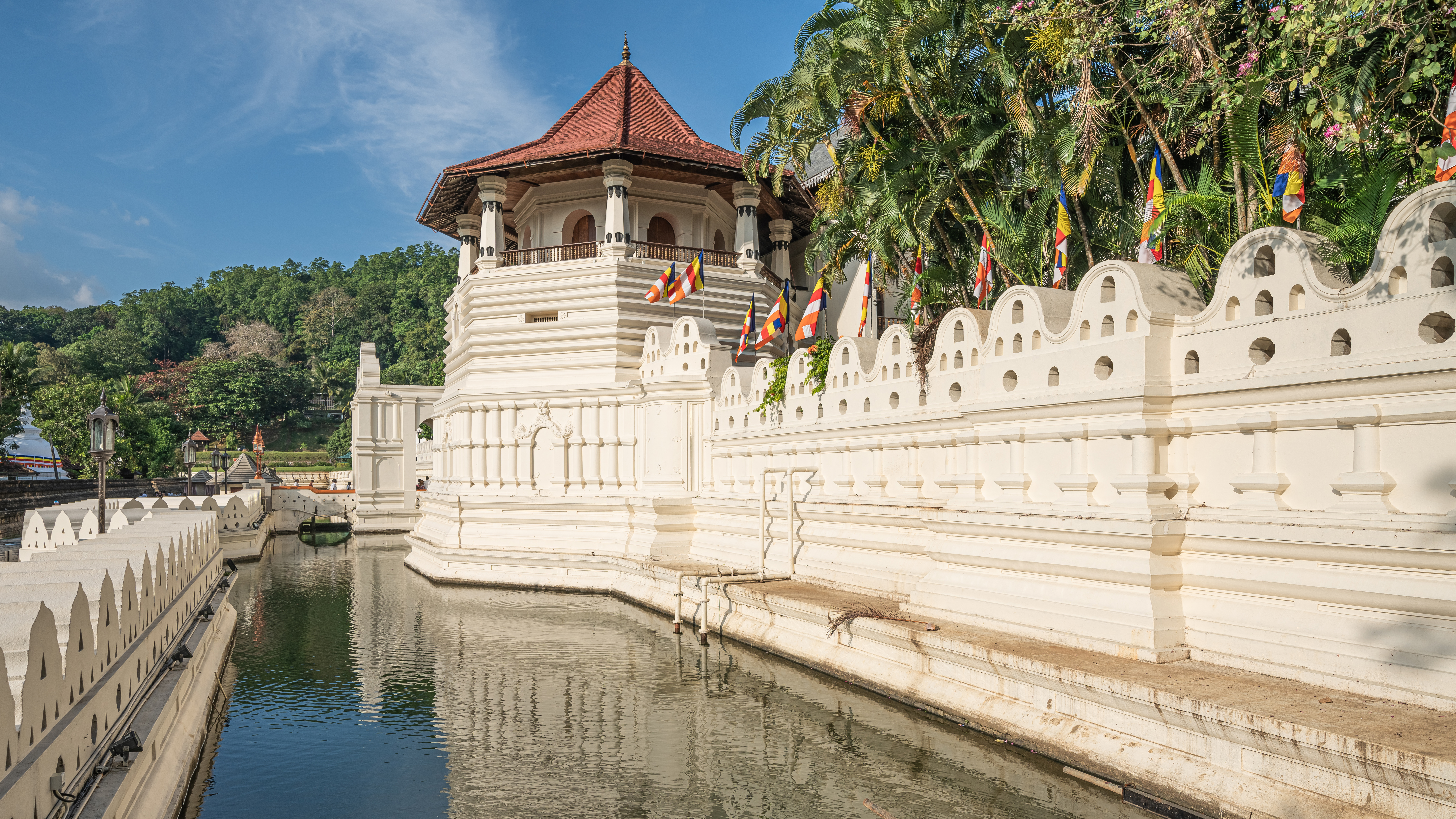
スリランカの仏教を象徴するダラダー・マーリガーワ寺院（佛歯寺）

国民の7割を仏教が占める。2番目に多いのはヒンドゥー教だが、その他にイスラム教、キリスト教も1割弱存在する。
シンハラ人とタミル人の中には、キリスト教徒もいる。特にシンハラ人の漁師は、仏教の五戒のひとつ「不殺生戒」を守ることができないため、キリスト教に帰依しているものが多い。
ムーア人やマレー人はイスラム教である。バーガー人やユーラシアンはキリスト教徒である。独立後の民族紛争、1983年の大規模な民族対立以来、ヒンドゥー教徒のタミル人と仏教徒のシンハラ人の対立が深まっているとされるが、民族と宗教を結びつけて考える動きは近代になって生み出された言説である。

### 教育

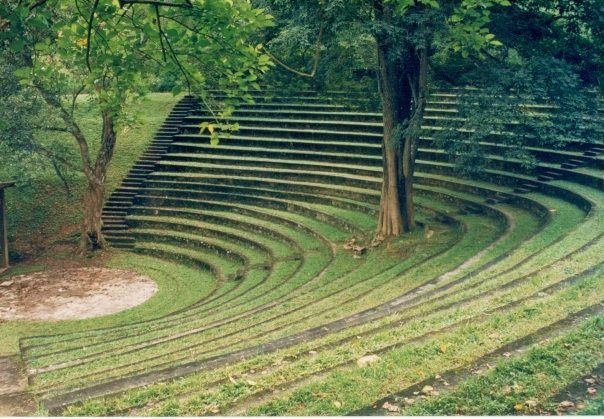
ペラデニヤ大学のサラッチャンドラ野外劇場。劇作家エディリヴィーラ・サラッチャンドラを記念して名づけられた

スリランカの識字率は92.5%であり、これは開発途上国としては極めて高い水準である。青年の識字率では98%、コンピュータ・リテラシーは27.5%、小学校（プライマリースクール）への進学率は99%である。教育制度として、全国すべての子供に9年間の義務教育を適用している。無償教育の制度が成立したのは1945年のことで、これはC. W. W. KannangaraとA.ラタナーヤカの活動によるものである。スリランカは、世界でも数少ない初等教育から高等教育まで、すべての教育が無償な国のひとつである。
Kannangaraは農村の子供たちに教育を施すために、Madhya Maha Vidyalaya（セントラルスクール）の設立を主導した。1942年、特別教育委員会は国民のための効率的で質の高い教育システムを構築するため広範な改革を提案した。しかし、1980年代に入りこのシステムは中央政府が管理するものと州政府が管理するものの2つへと分割された。その結果、エリートの国立学校は中央の教育省の管轄に置かれ、州の学校は州政府の管轄に置かれることとなった。2010年現在、スリランカにはおおよそ9,675の公立学校と、817の私立学校そして仏教学校（ピリウェナ）が存在する。国立大学は全土に15校存在する。しかしながら、教育システムは労働市場が必要とする人材とのミスマッチ、教育格差、中等教育から高等教育への進学が困難といった問題を抱えている。近年では、いくつかの私立校がこのギャップを埋めるための役割を果たしているが、高等教育におけるその割合はまだわずか5.1%ほどである。

### 保健
スリランカには無料の国民皆保険制度が存在する。

## 治安
同国の治安は一概に安定しているとは言い切れない。同国警察の発表によれば、2017年（暦年）の犯罪認知件数は約3万6千件であり、対前年度では約10％減となっているが、殺人事件がスリランカ全土で約450件（未遂を除く）発生しており、人口当たりの発生率は日本の3倍以上となっている。
また、最大都市のコロンボや主要観光都市を中心にスリ、置き引きなどの一般犯罪が発生している他に外国人が強盗や性犯罪などの凶悪事件に巻き込まれる事例も報告されている。
さらには違法薬物犯罪も増加傾向にあり、渡航や滞在に当たっては他国と治安情況が異なってくることを認識しつつトラブルに巻き込まれないよう充分な注意が必要とされてくる。

## 文化

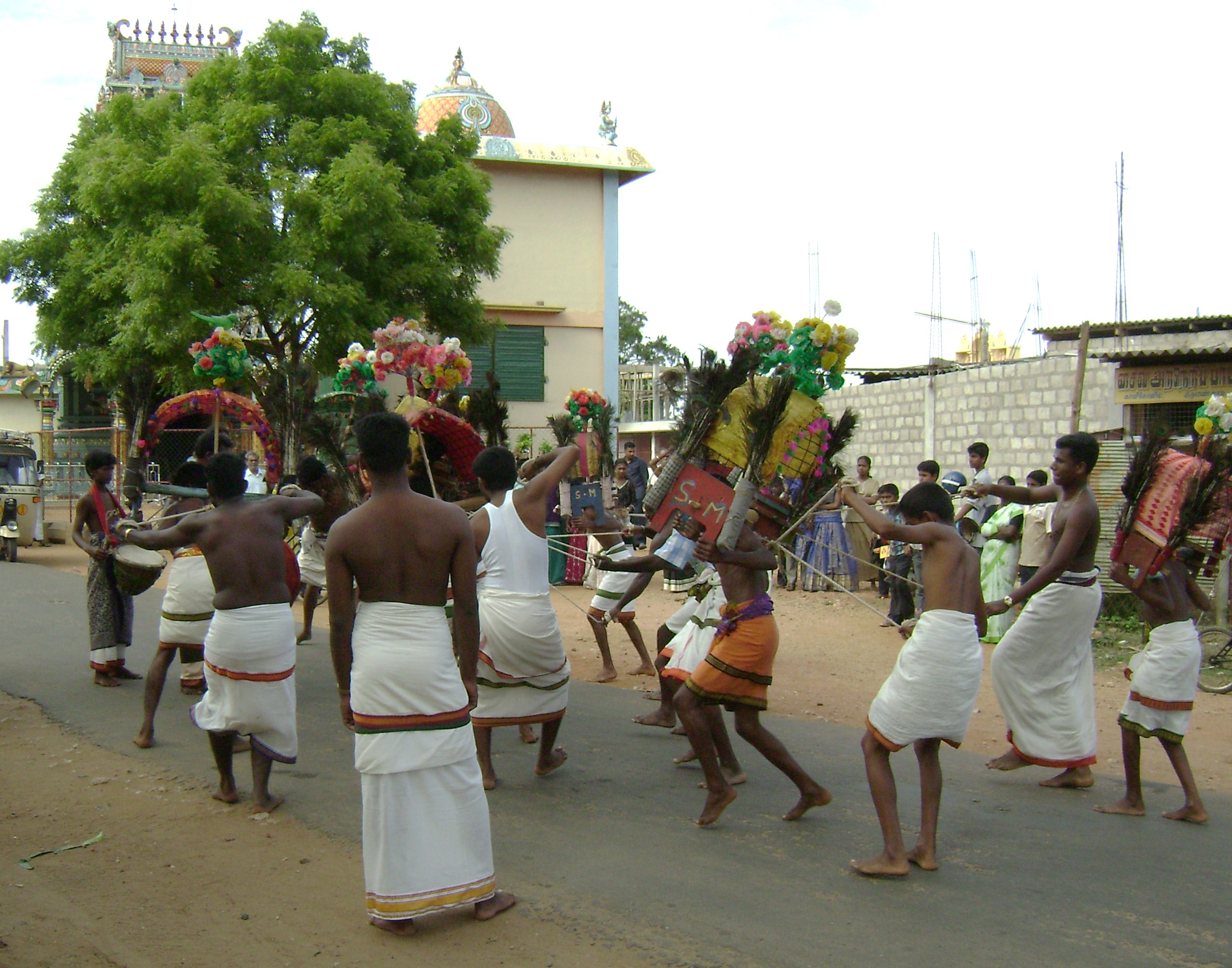
ヒンドゥーのカヴァディ祭（バブニヤ）

スリランカには2500年の歴史に裏づけされた文化が存在する。それは主に仏教とヒンドゥー教の影響を受けたものである。しかし他にも、たとえばイスラムの伝承ではエデンの園を追放されたアダムとイヴがこの島を訪れたとしている。この島の主な文化としては、古都キャンディやアヌラーダプラを中心とするシンハラ人の文化と、ジャフナを中心とするタミル人の文化、2つの伝統文化が根付いている。さらに現代では、イギリスの植民地文化にも大きな影響を受けている。また、スリランカには民主主義の伝統も宿っているとされる。
最初のタミル人の移住は紀元前3世紀ごろだとみられている。それ以後、シンハラ人とタミル人は共存を続けており、2つの民族集団は物理的にはその境界はほとんど曖昧になっている。古代スリランカには優れた灌漑技術と建築技術が存在していたことが記録されている。豊かな伝統文化はこの国の長い平均余命と発達した医療、それに高い識字率に支えられている。

### 食文化

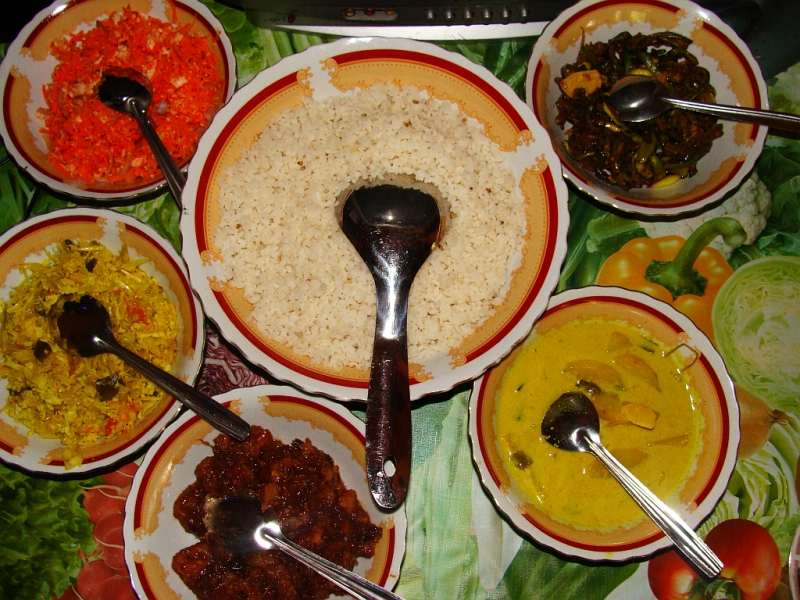
スリランカの代表料理ライス・アンド・カレー

スリランカの料理としては、ライス・アンド・カレー、ピットゥ、キリバット、ロティ、インディ・アーッパ、ワッタラッパン（マレーを起源とするココナッツミルク、ジャガリー、カシューナッツ、卵、それにシナモンやナツメグといったスパイスから作るプディング状のデザート）、コットゥ、それにアーッパといったものが存在する。パラミツ（ジャックフルーツ）は時々ライス・アンド・カレーの代わりに食される。伝統的な食事では、プランテンバナナの葉に乗せて提供される。食べ方は、箸やナイフやフォークを使わず、さまざまな味のカレーを混ぜて右手の指で摘んで食べるスタイルである。
スリランカ料理には、中東からの影響として伝統的なムーア人の料理が含まれている。またオランダとポルトガルの影響もあり、バーガー人の伝統的な料理としてランプレイス（米などをバナナの葉に包んで蒸し焼きにしたもの）、Breudher（オランダのクリスマスケーキ）、Bolo Fiado（ポルトガル風のケーキ）、Gum Billas（オランダ風のハチミツでコーティングしたお菓子）といった料理も食されている。
酒に関しては、仏教の五戒のひとつ「不飲酒戒」と法律の規制があるため、販売場所・販売時間が厳格に決まっており、ポヤ（満月の日）は酒の販売が一切禁止されるため、飲酒に関しては厳しい一面もある。飲食店では、酒の販売をしていない店で、外から酒の持ち込みを許容している店もある。
紅茶の産地ということもあり、スリランカでは紅茶が親しまれている。家庭では朝晩に紅茶を飲み、ティータイムの文化も定着している。

### 建築
スリランカの建築は、現在に至るまで多種多様な建築形態と形式を示している。

### 世界遺産

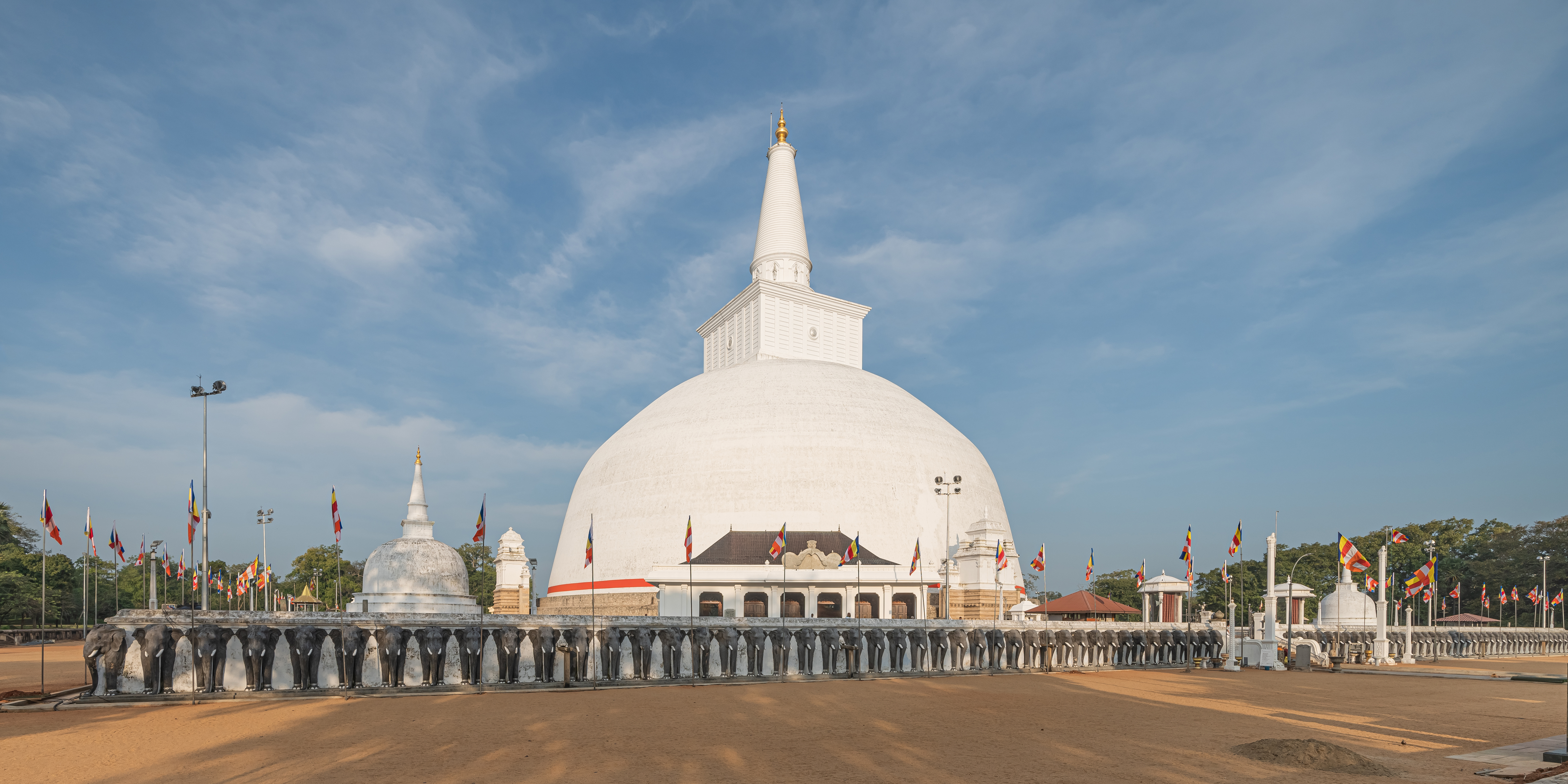
ルワンワリサーヤ仏塔（アヌラーダプラ）

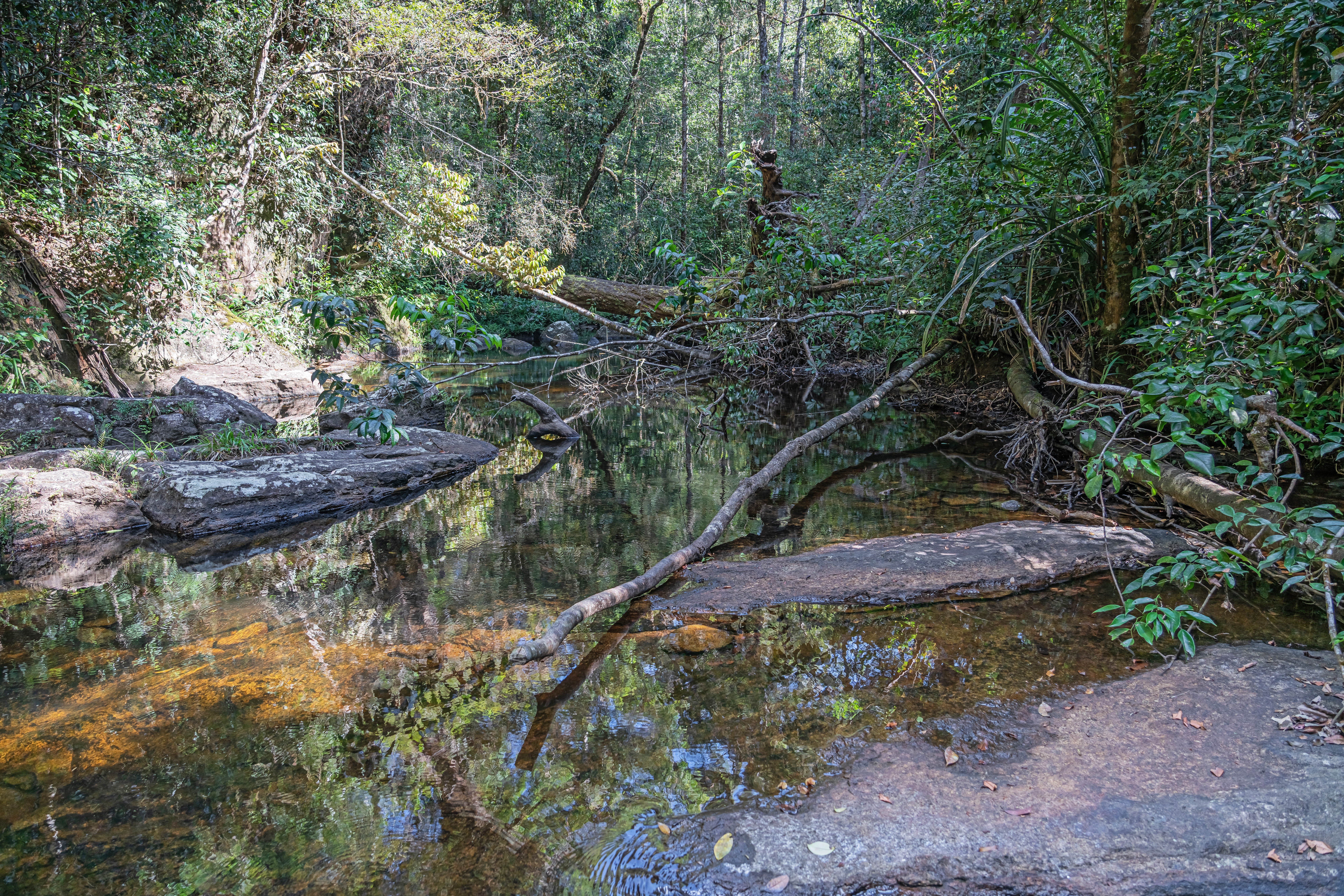
シンハラジャ森林保護区

スリランカ国内には、ユネスコの世界遺産リストに登録された文化遺産が6件、自然遺産が2件ある。
文化遺産
聖地アヌラーダプラ（1982年）、古代都市ポロンナルワ（1982年）、古代都市シーギリヤ（1982年）、聖地キャンディ（1988年）、ゴールの旧市街と要塞（1988年）、ダンブッラの黄金寺院（1991年）
自然遺産
シンハラジャ森林保護区（1988年）、スリランカの中央高地（2010年）

### 祝祭日
4月には仏教とヒンドゥー教でそれぞれ新年が祝われる。7~8月には、古都キャンディでエサラ・ペラヘラ祭というスリランカ仏教における象徴的なお祭りがあり、これはおおよそ1か月間にわたって行われる。祭りでは飾り付けられた象とともに、ファイアーダンス、ウィップダンス、キャンディアンダンスそれに様々な他の文化のダンスが繰り広げられる。その他、タミル人にはタイ・ポンガル、マハー・シヴァラトリーが、ムスリムはハッジ、ラマダーンといった行事があり、毎年祭事が催される。表の日付は2019年のもの。
| 日付              | 日本語表記                                            | 英語表記                             |
| ----------------- | ----------------------------------------------------- | ------------------------------------ |
| 1月15日           | タミル豊穣祭                                          | Tamil Thai Pongal Day                |
| 2月4日            | 独立記念日                                            | National Day                         |
| 3月4日            | ヒンズー教神聖日                                      | Mahasivarathri Day                   |
| 4月13日・14日     | シンハラ・タミル元日                                  | Sinhala & Tamil New Year Day         |
| 4月19日           | 聖金曜日                                              | Good Friday                          |
| 5月1日            | メーデー                                              | Mayday                               |
| 5月満月とその翌日 | ウェサック・ポヤ・デー （仏陀の生誕・成道・涅槃の日） | Vesak Full Moon Poya Day             |
| 6月満月           | ポソン・ポヤ・デー（仏教伝来の日）                    | Poson Full Moon Poya Day             |
| 6月5日            | ラマダーン明け大祭                                    | Id-Ul-Fitr (Ramazan Festival Day)    |
| 7月満月           | エサラ・ポヤ・デー                                    | Esala Full Moon Poya Day             |
| 8月12日           | 犠牲祭（ハジ祭）                                      | Id-Ul-Alha (HadjiFestival Day)       |
| 10月27日          | ディワリ（ヒンズー教新年祭）                          | Dewali（Deepavali）                  |
| 11月10日          | 預言者生誕祭（モハメッド生誕日）                      | Milad-un-Nabi（Muhammad's Birthday） |
| 12月25日          | クリスマス                                            | Christmas Day                        |

### スポーツ
クリケット

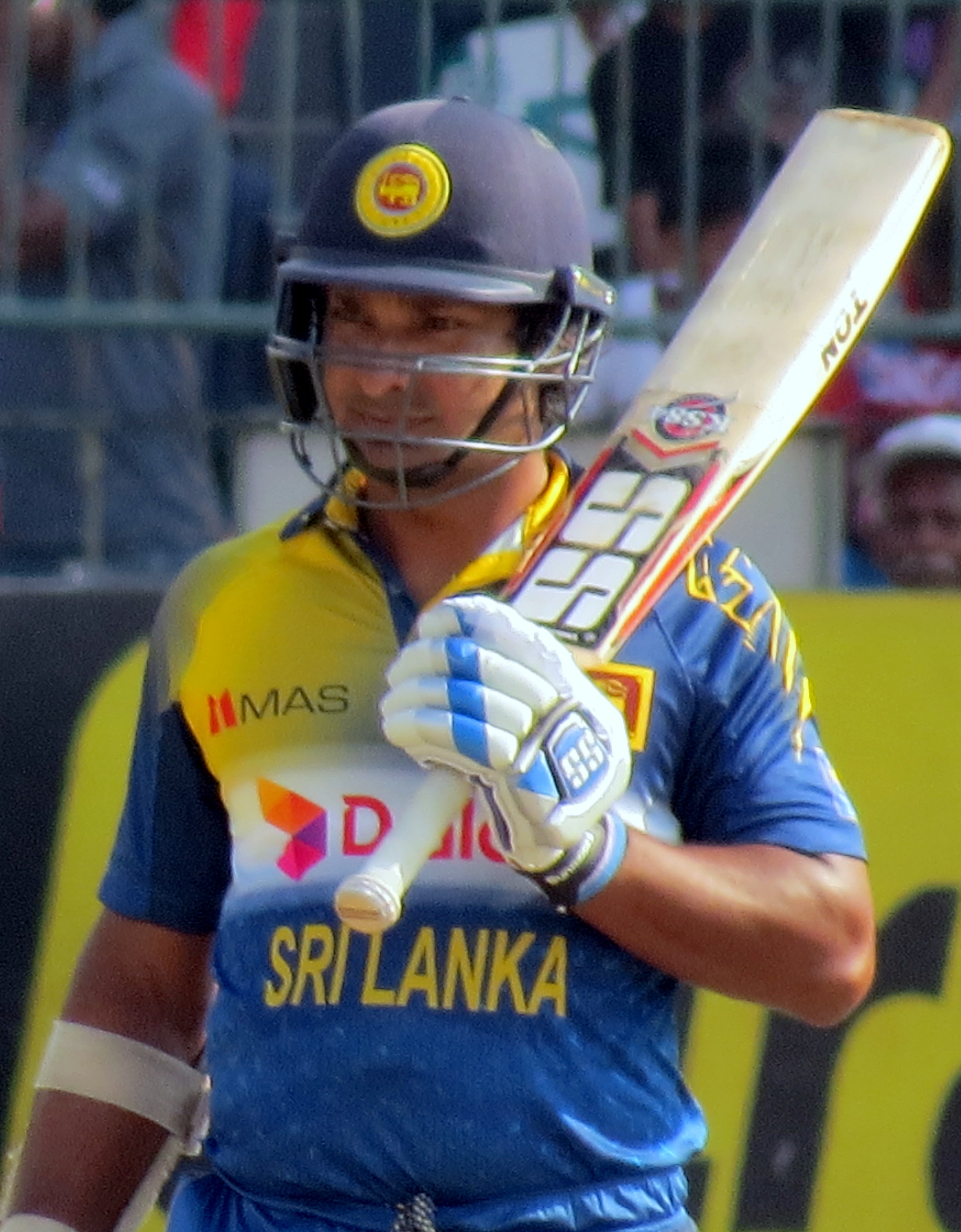
歴代屈指のクリケット選手であるクマール・サンガッカラ

クリケットが最も人気のスポーツとなっている。1832年には同国に既に伝わっており、イギリスの植民地時代だった1882年には最初の非公式国際試合が行われた。1937年からはクラブ対抗の国内選手権も行われており、1982年からは公式のテスト・マッチに参加するようになった。
1990年代から大きな成功を収めるようになり、1996年にはクリケット・ワールドカップで初優勝し、2014年のICC T20ワールドカップでも初優勝した。他にも2007年と2011年のクリケット・ワールドカップで準優勝、2009年と2012年のT20ワールドカップで準優勝を経験している。2020年にはトゥエンティ20方式のプロリーグであるランカ・プレミアリーグが開幕した。強豪国の一角となっており、国際クリケット評議会のフルメンバーにもなっている。ムティア・ムラリタランは、クリケットの歴史の中でも最も偉大なボウラーであり、クマール・サンガッカラは世界有数のバッツマンである。
サッカー
スリランカでは近年クリケットを凌ぐ勢いでサッカーの人気が上昇しており、2018年に国際サッカー連盟（FIFA）の助言と支援を受けて、2021年に念願のプロサッカーリーグである「スリランカ・スーパーリーグ」が創設された。当初は2020年に開催される予定であったが、新型コロナウイルス感染症の世界的流行により延期されていた。
スリランカサッカー連盟（FFSL）によって構成されるサッカースリランカ代表は、FIFAワールドカップおよびAFCアジアカップへの出場歴はないものの、南アジアサッカー選手権では1995年大会で優勝している。また、AFCチャレンジカップでは2006年大会で準優勝に輝いている。

## 著名な出身者
- アントン・ウィッキー - 国際比較学者
- パヌサンタ・クレンティラン - サッカー選手